# Bảo tàng Văn hóa Sa Huỳnh
Bảo tàng Văn hoá Sa Huỳnh nằm tại số 149 đường Trần Phú, thành phố Hội An là một trong những nơi hiếm hoi ở Quảng Nam trưng bày các hiện vật về đời sống, sinh hoạt của các cư dân Sa Huỳnh xưa.

## Thành lập và hiện trạng
Bảo tàng Văn hóa Sa Huỳnh thành lập năm 1994 trưng bày bộ sưu tập đầy đủ và độc đáo gồm 946 hiện vật liên quan đến cư dân cổ thuộc hệ văn hoá Sa Huỳnh (niên đại cách nay 2000 năm) được phát hiện qua các đợt khảo sát, khai quật khảo cổ học tại các địa điểm: Hậu Xá, Thanh Chiêm, An Bàng, Xuân Lâm ... từ năm 1989 đến năm 1994
Điều lý thú là các hiện vật đều có địa chỉ khảo cổ học rất tin cậy, vì cùng với hiện vật là hệ thống tài liệu, ảnh chụp,...minh chứng rõ ràng ví trí của chúng trong lòng đất. Qua tư liệu, hiện vật, Bảo tàng còn phản ánh nhiều thông tin khác về táng tục, quan niệm sống chết, nhận thức thẩm mỹ,  mối quan hệ giao lưu... của cư dân cổ thuộc hệ văn hoá Sa Huỳnh trên đất Hội An.
Đặc biệt, Bảo tàng này còn trưng bày một số hiện vật phát hiện ở di chỉ Bãi Ông - Cù Lao Chàm, minh chứng từ thời tiền sử cách  nay khoảng hơn 3000 năm đã có cư dân bản địa sinh sống ở đây. Bộ sưu tập  hiện vật  về Văn hoá Sa Huỳnh ở Hôị An tại Bảo tàng được các nhà khoa học đánh giá là phong phú và độc đáo vào bậc nhất của Việt Nam.

## Hình ảnh hiện vật

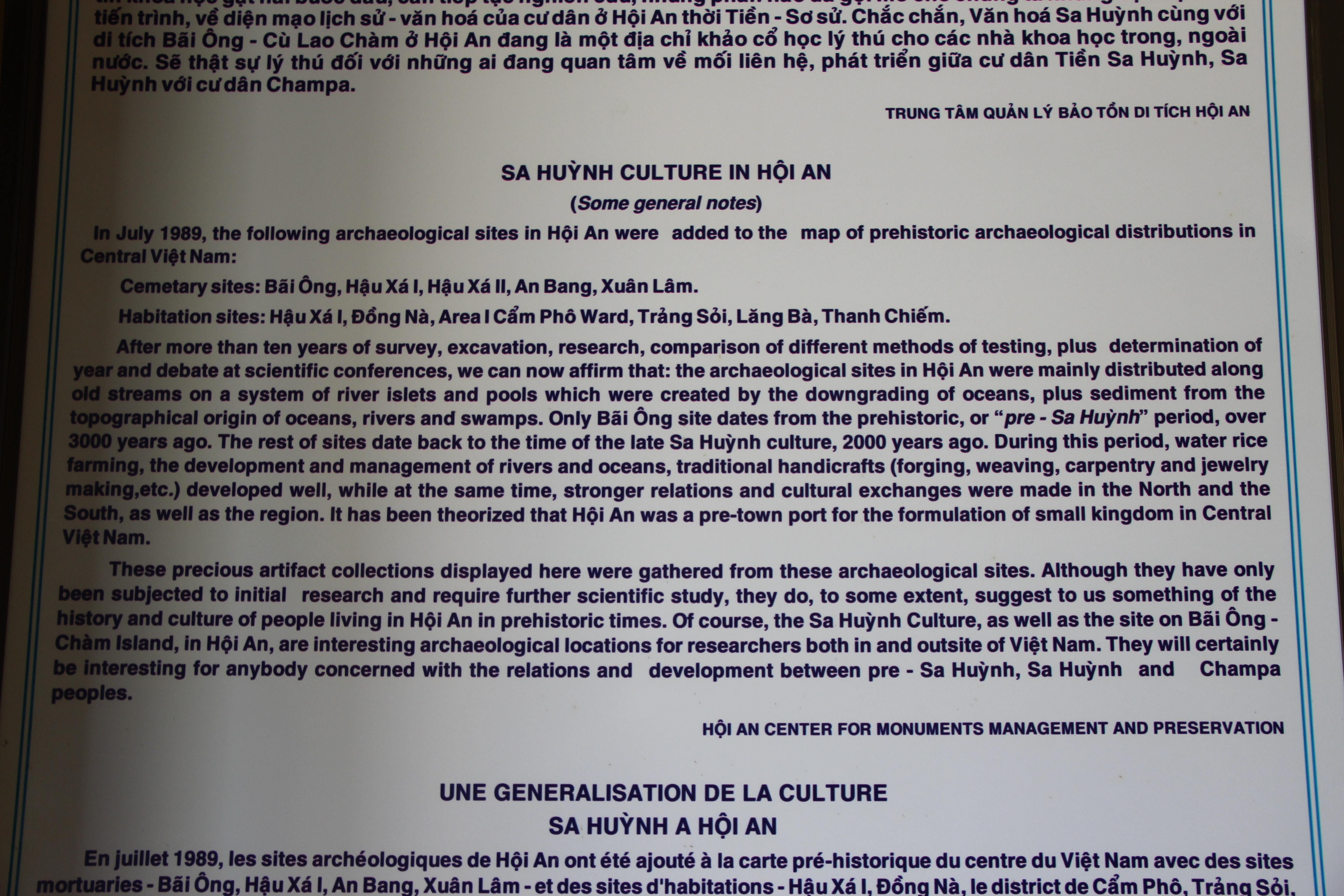
Ảnh chụp của Professor Gary Lee Todd.
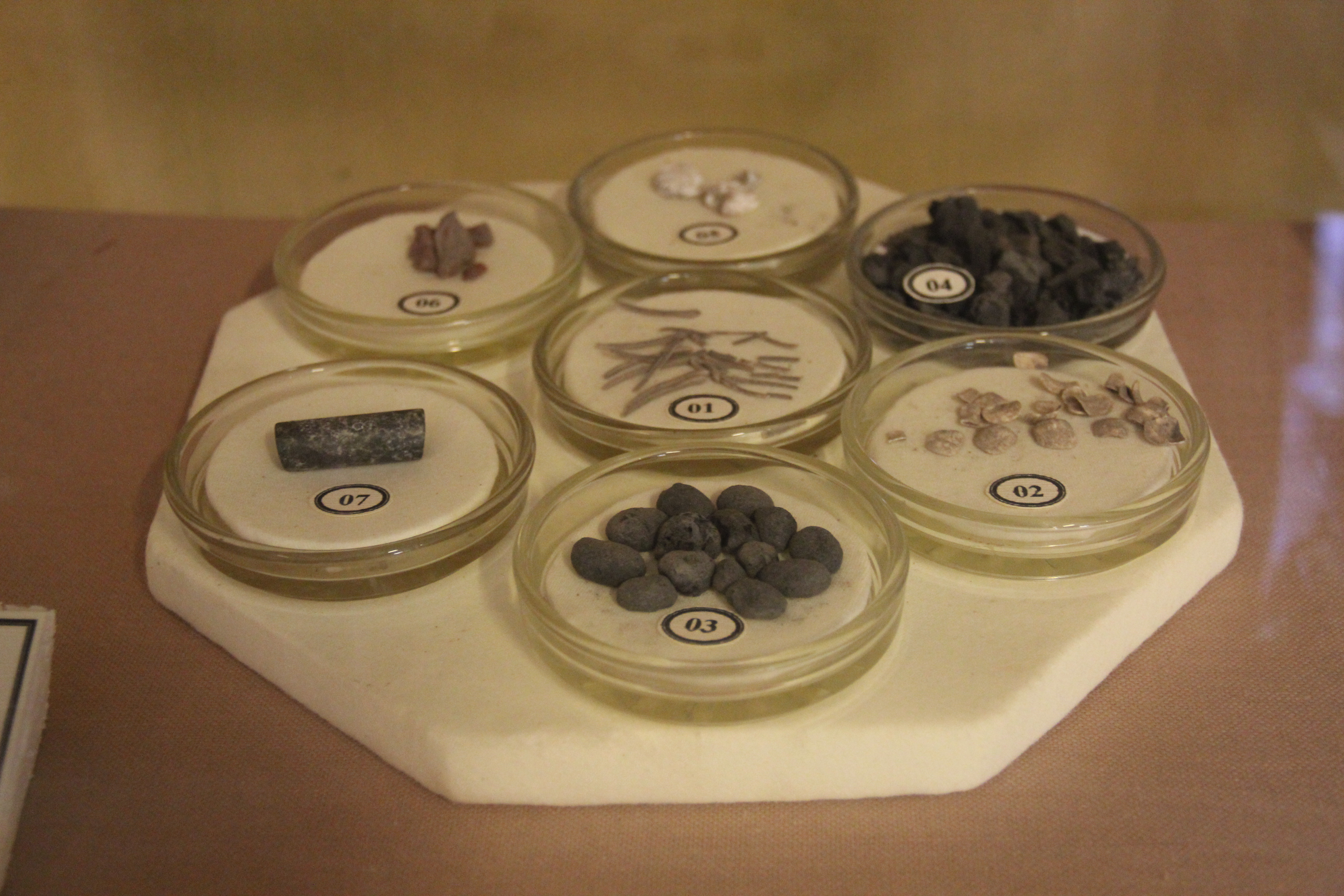
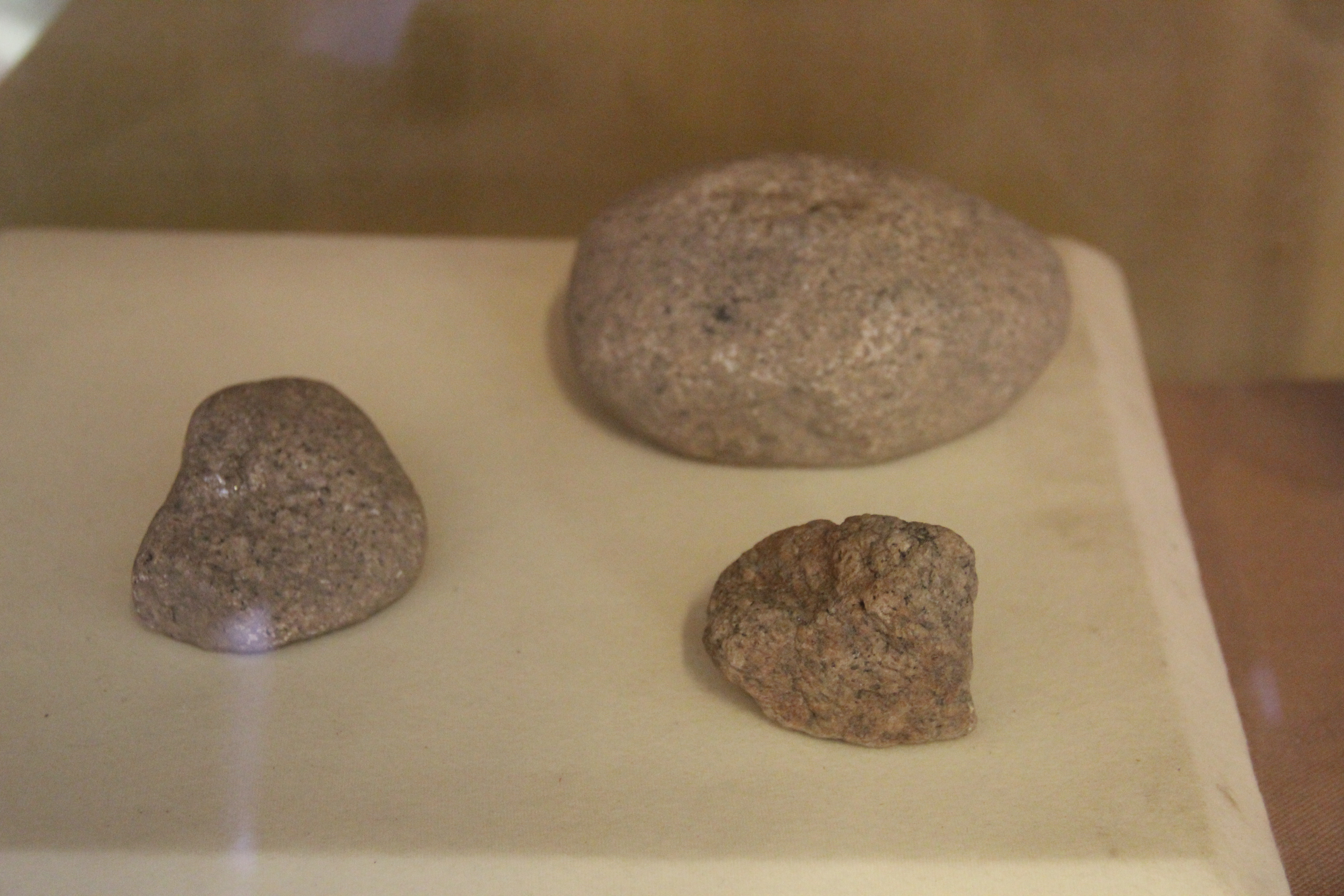
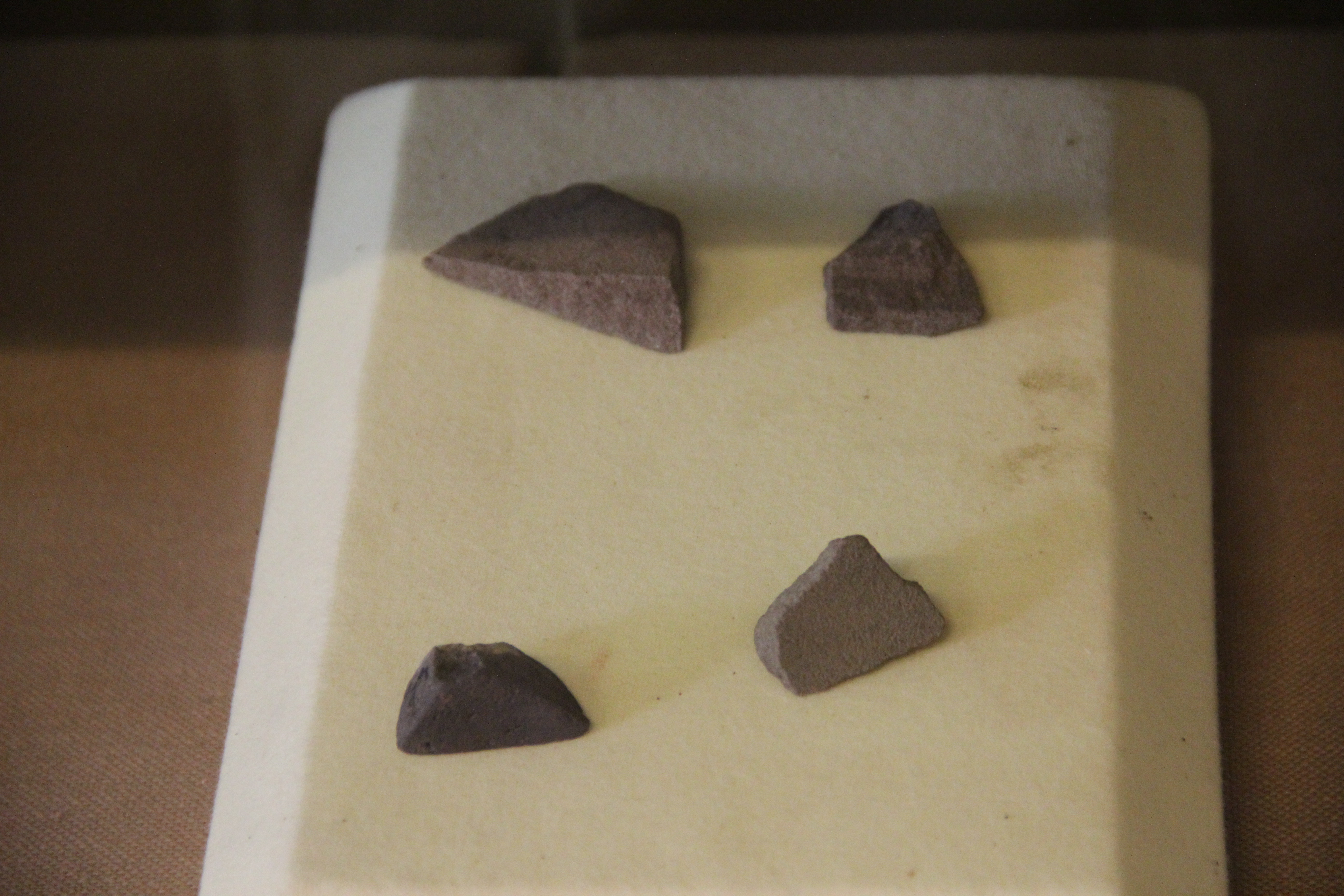
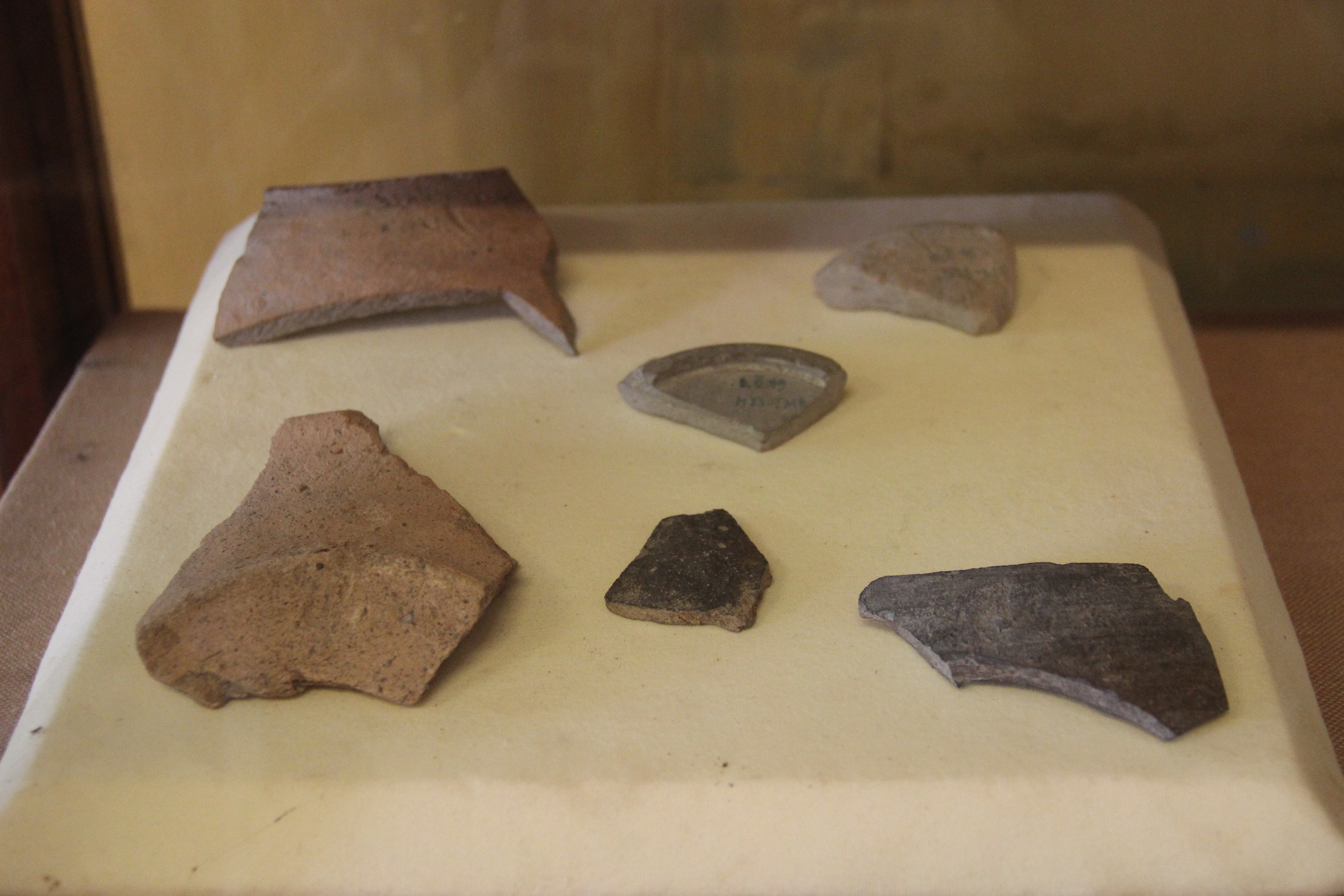
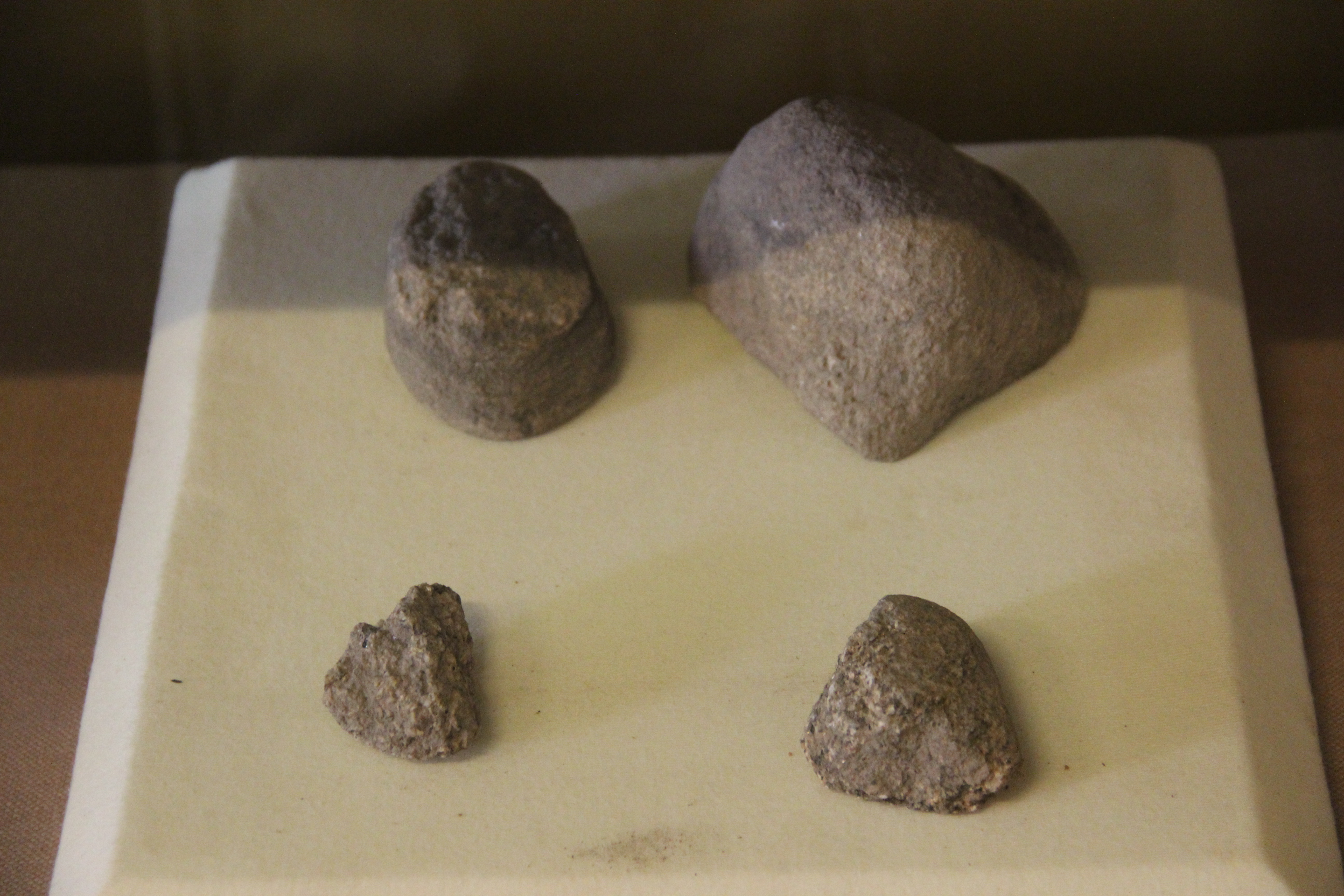
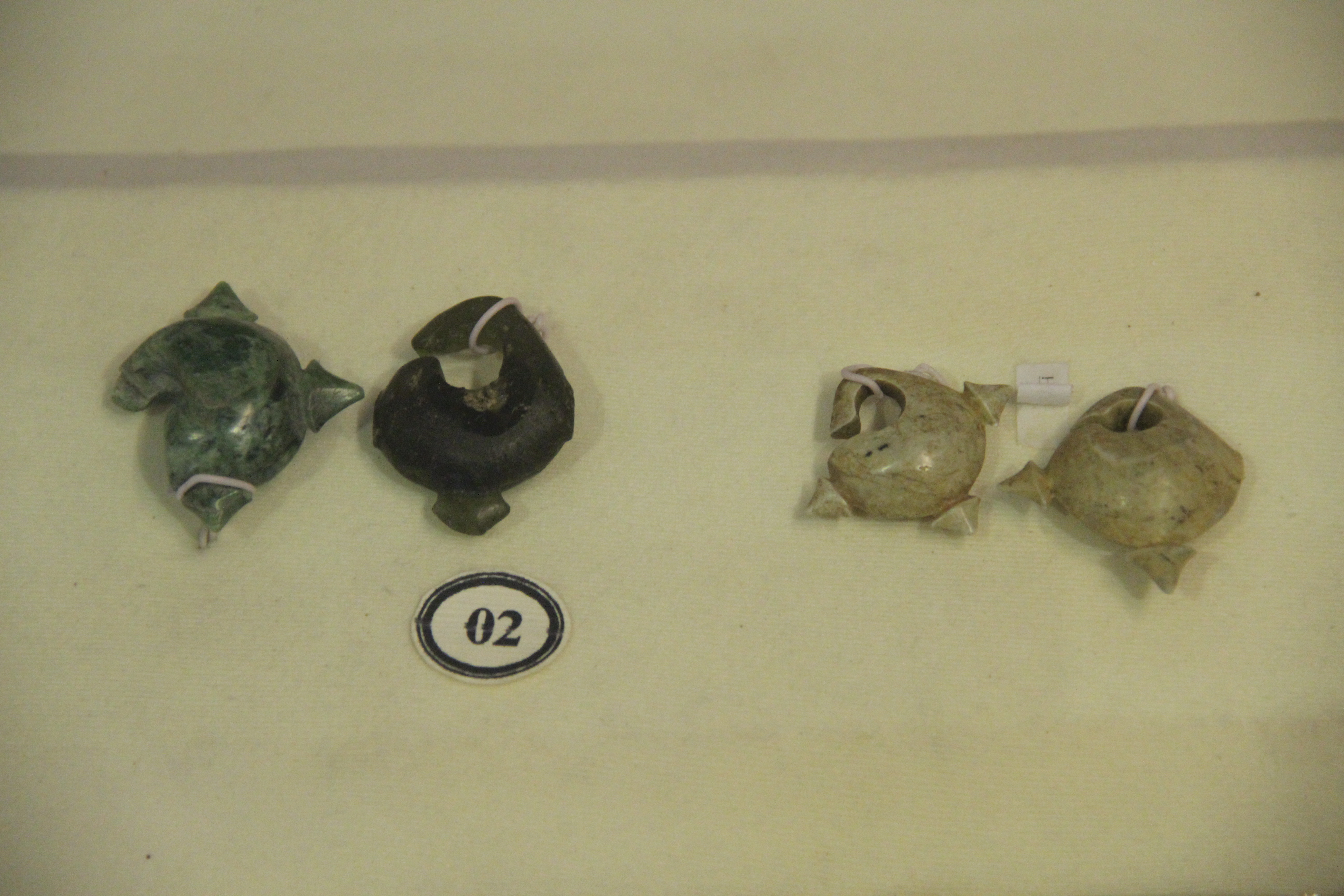
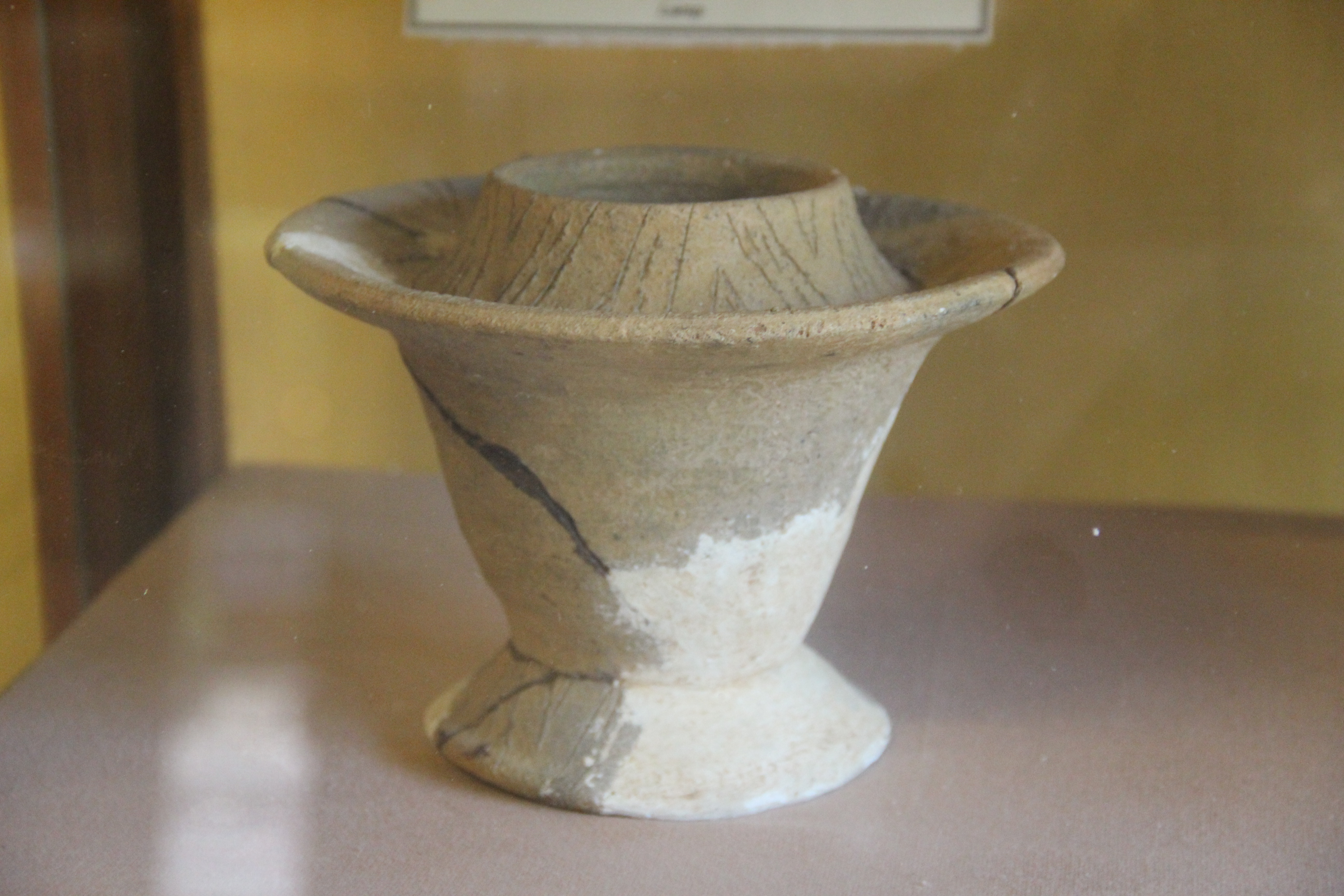
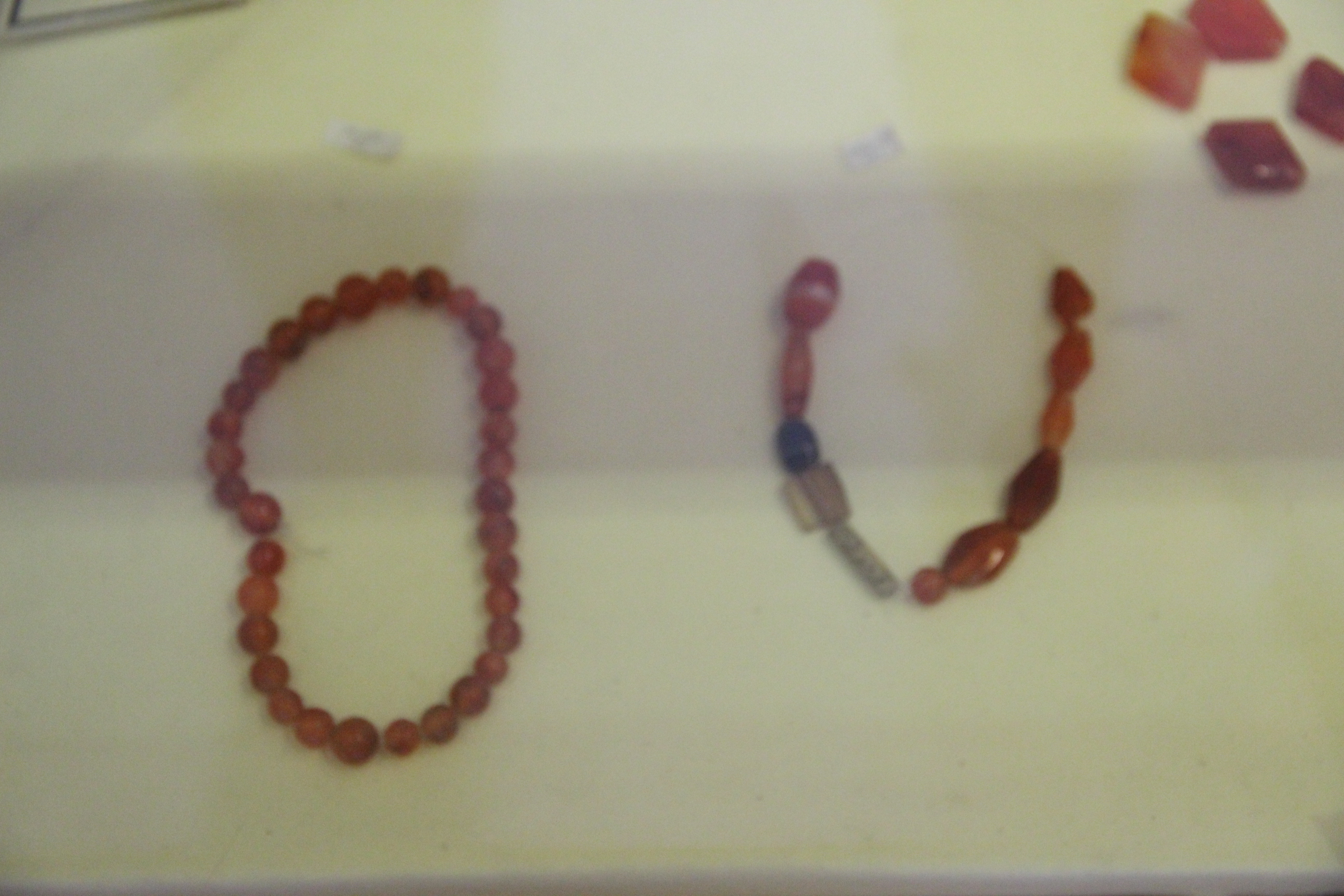
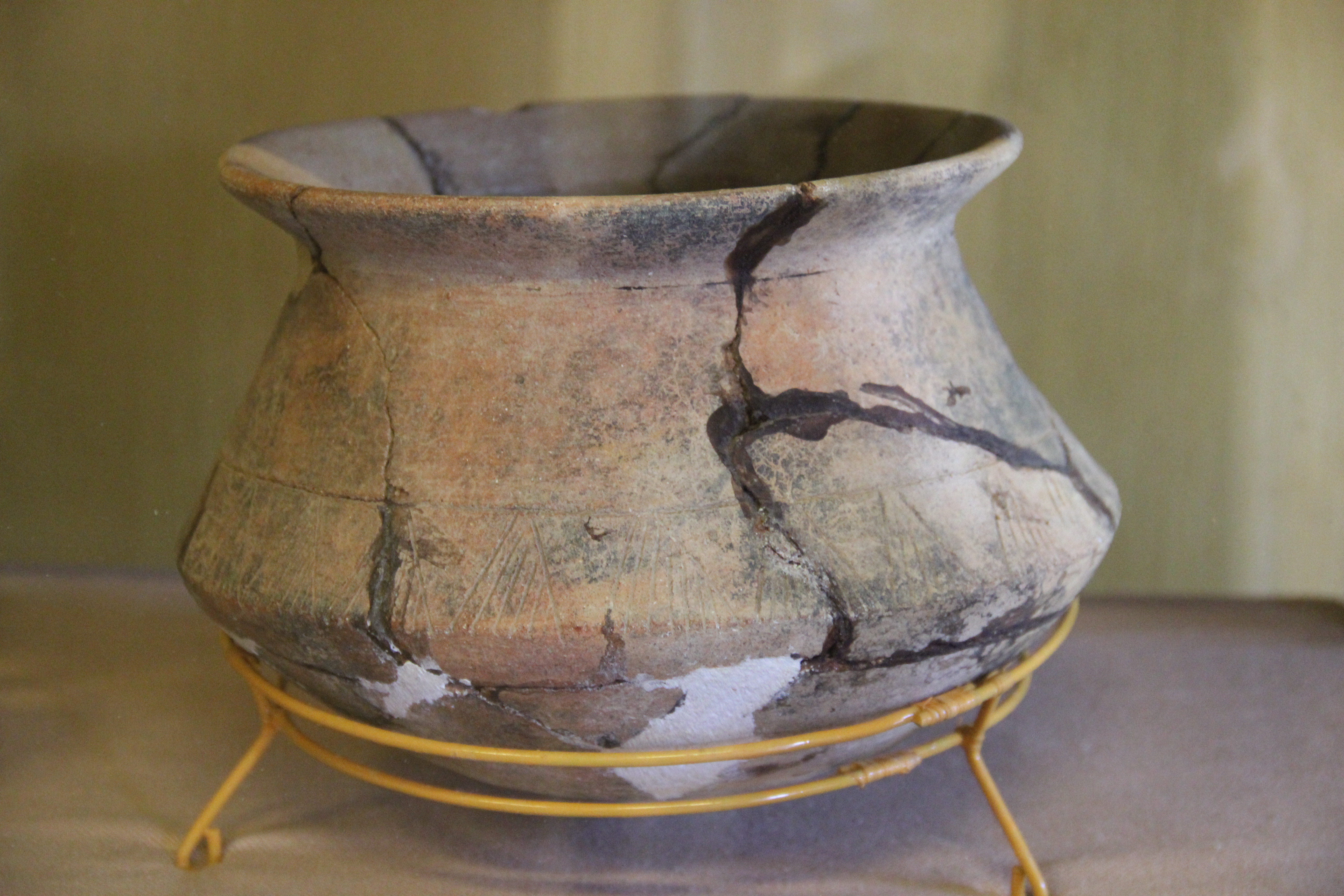
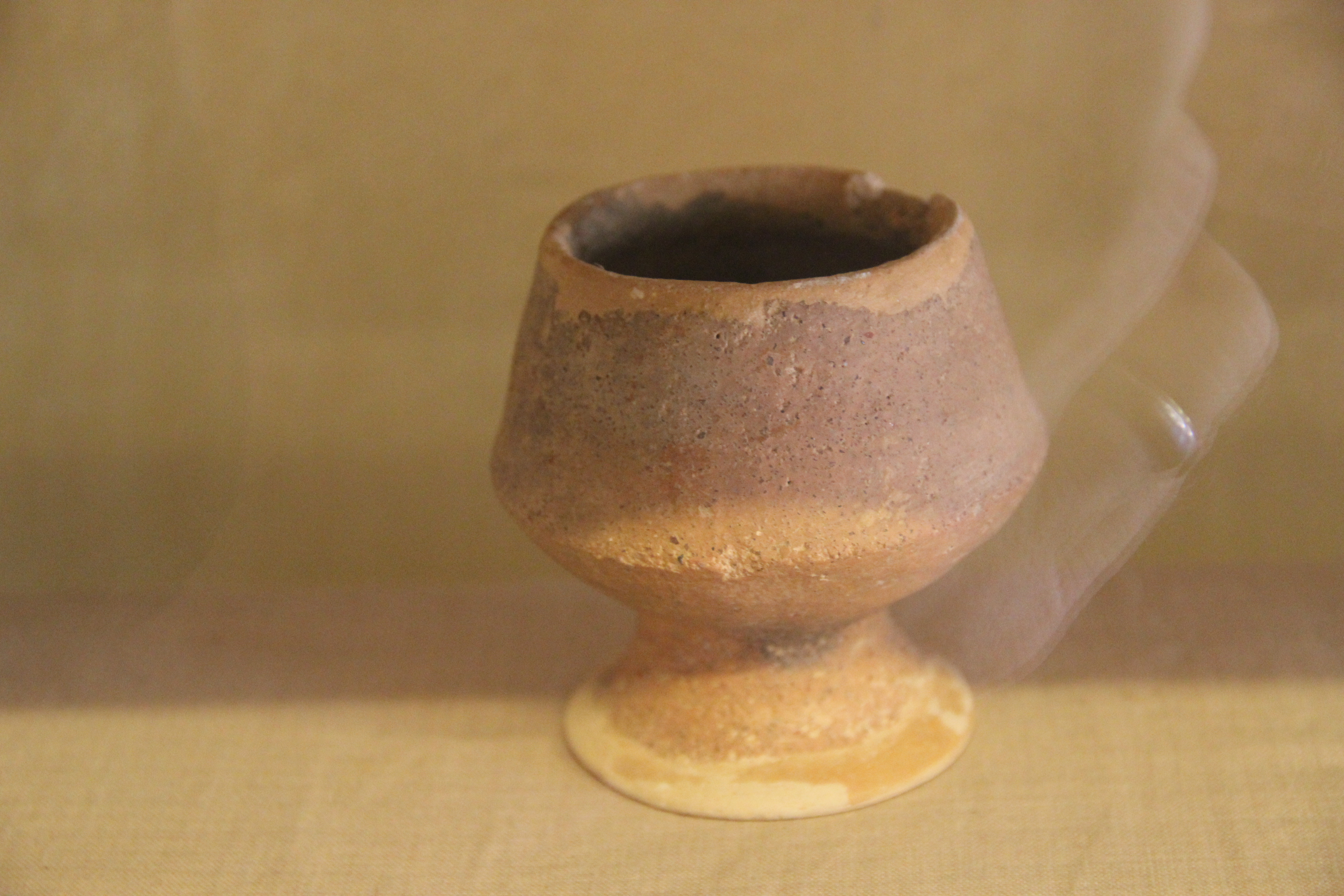
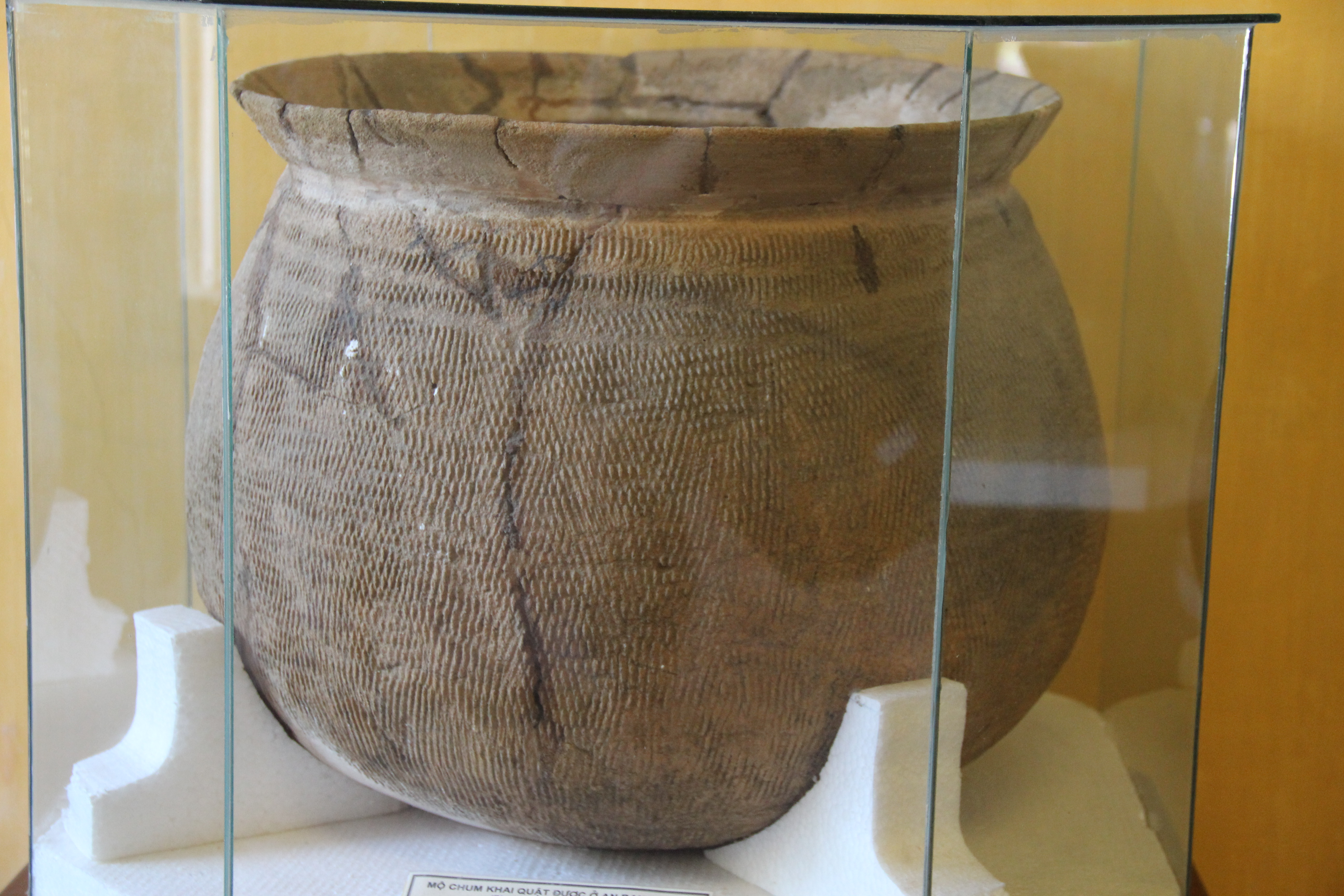
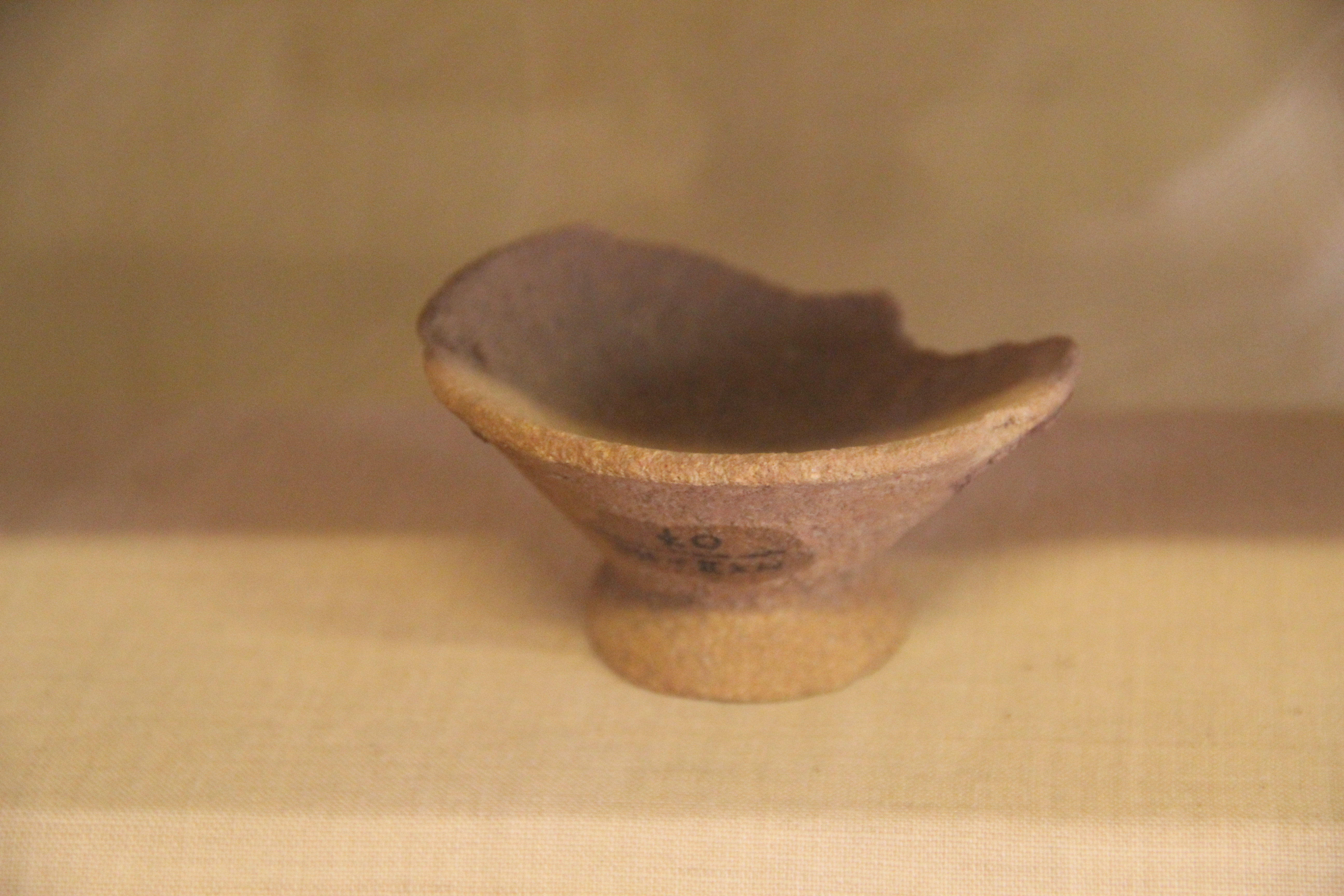
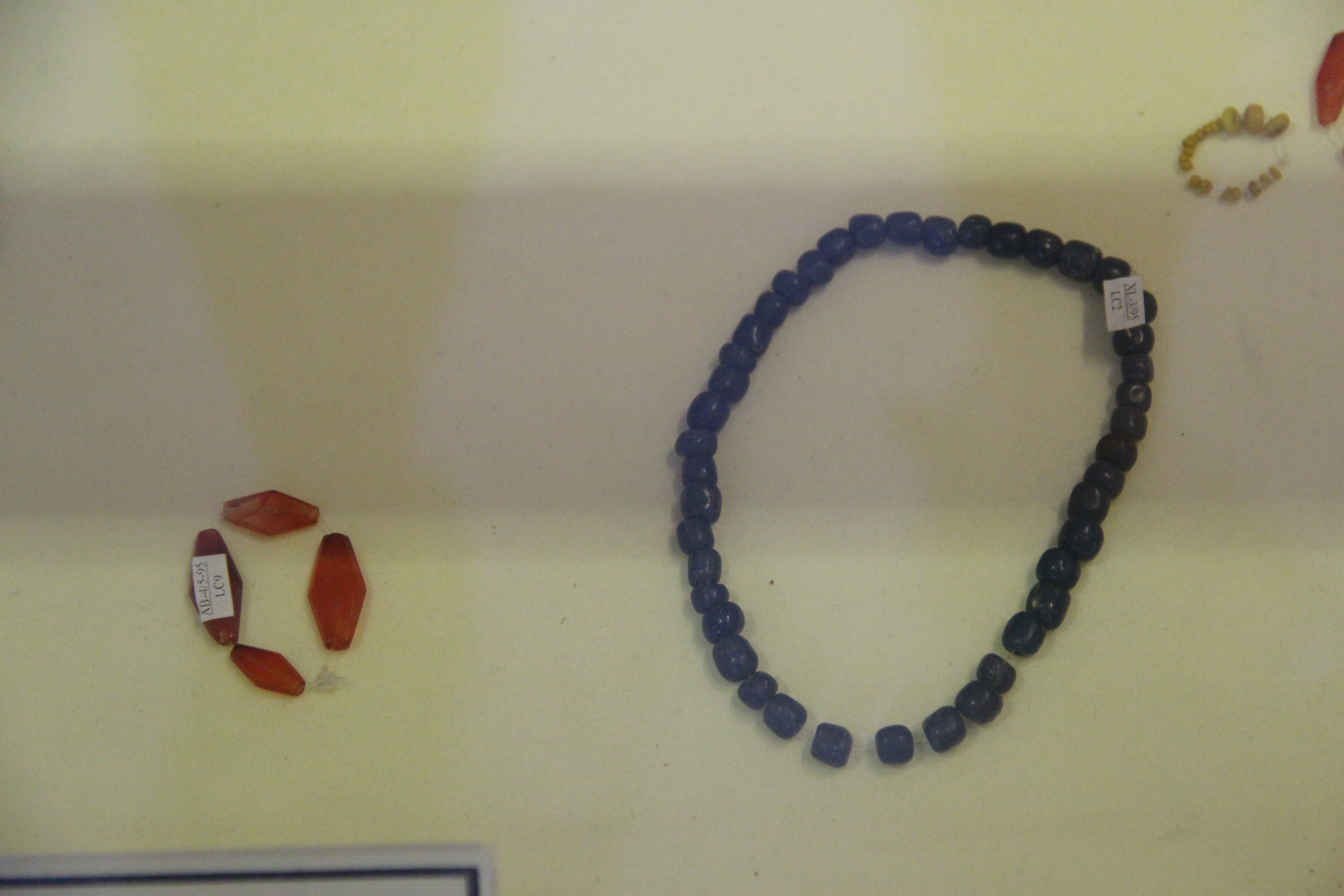
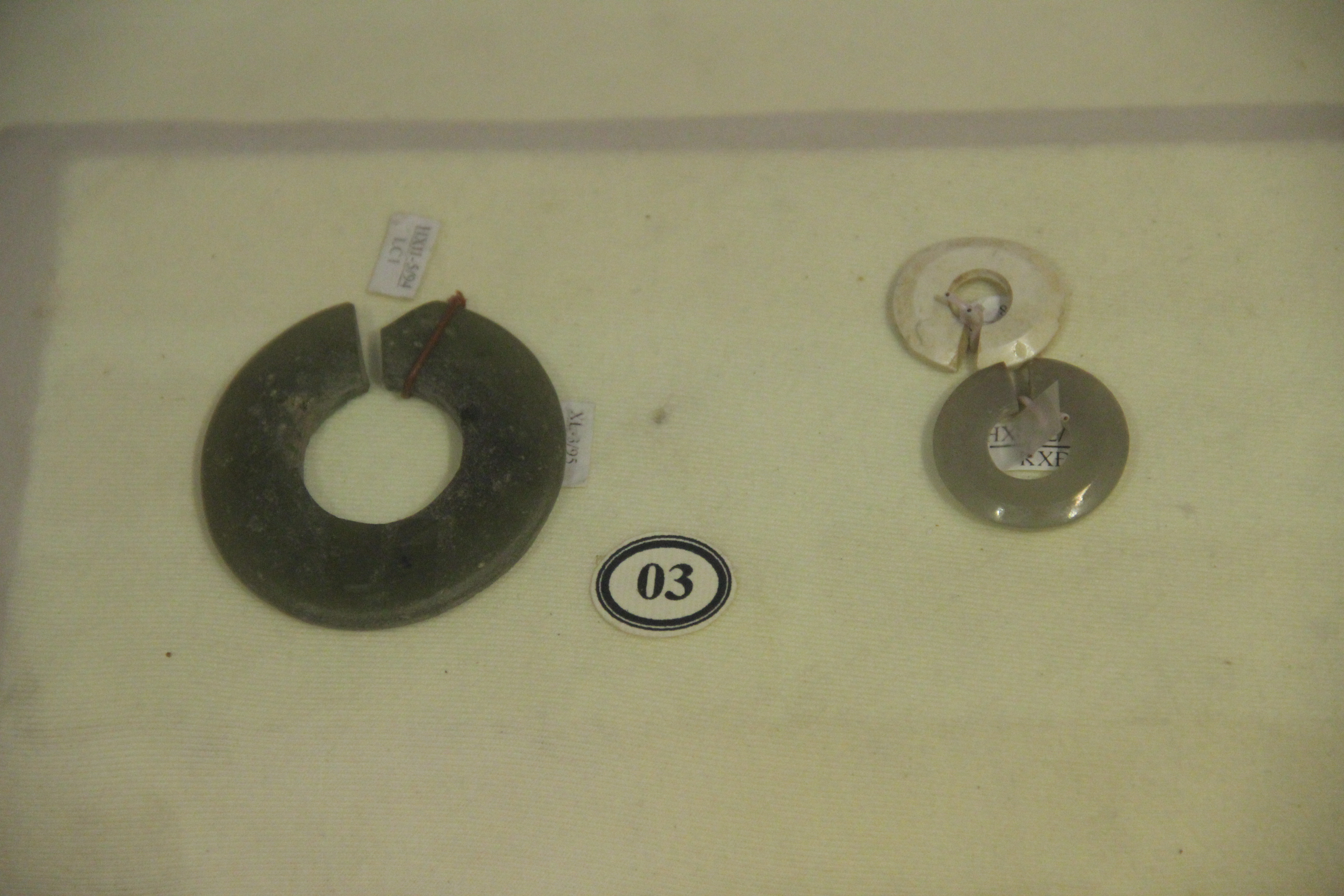
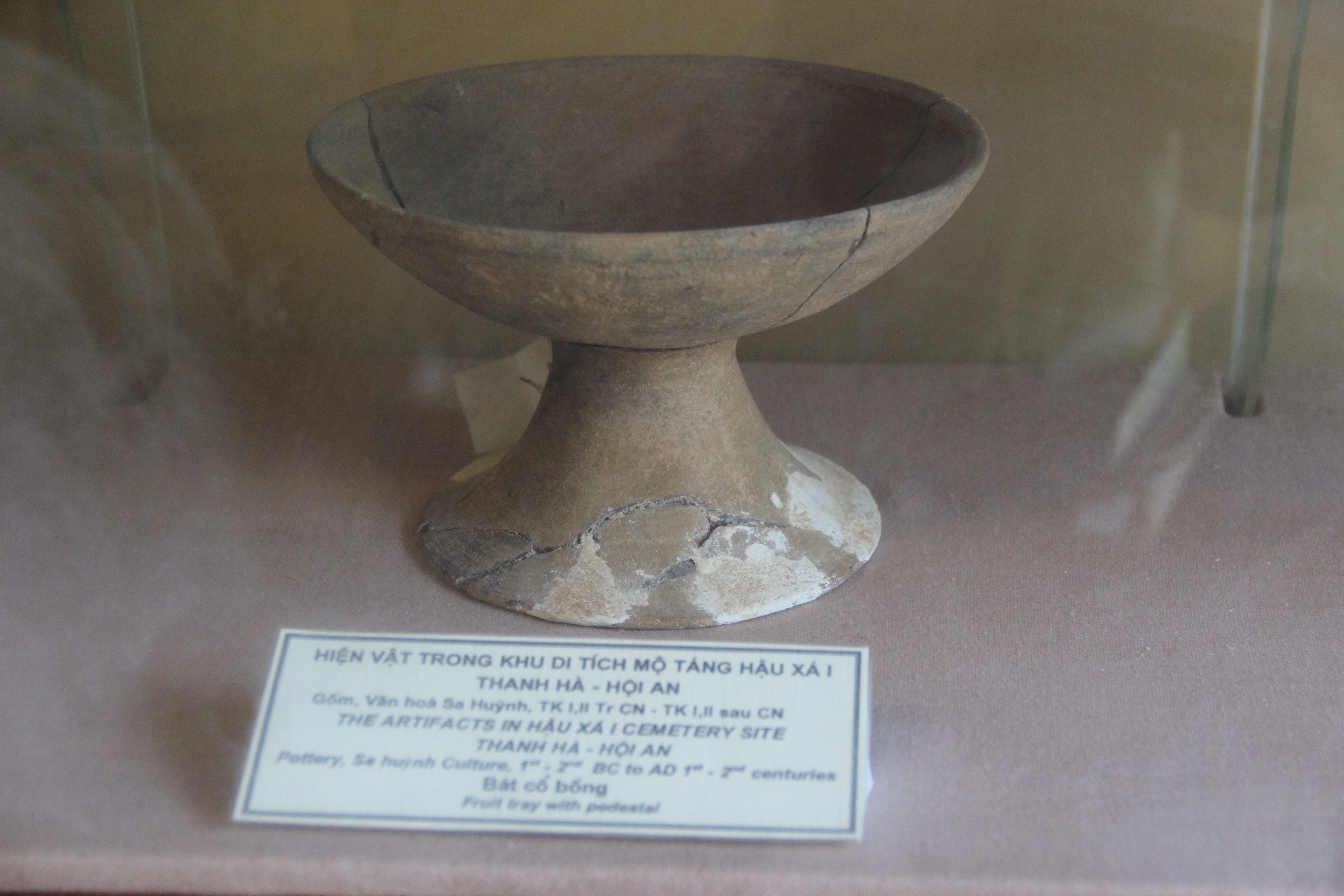
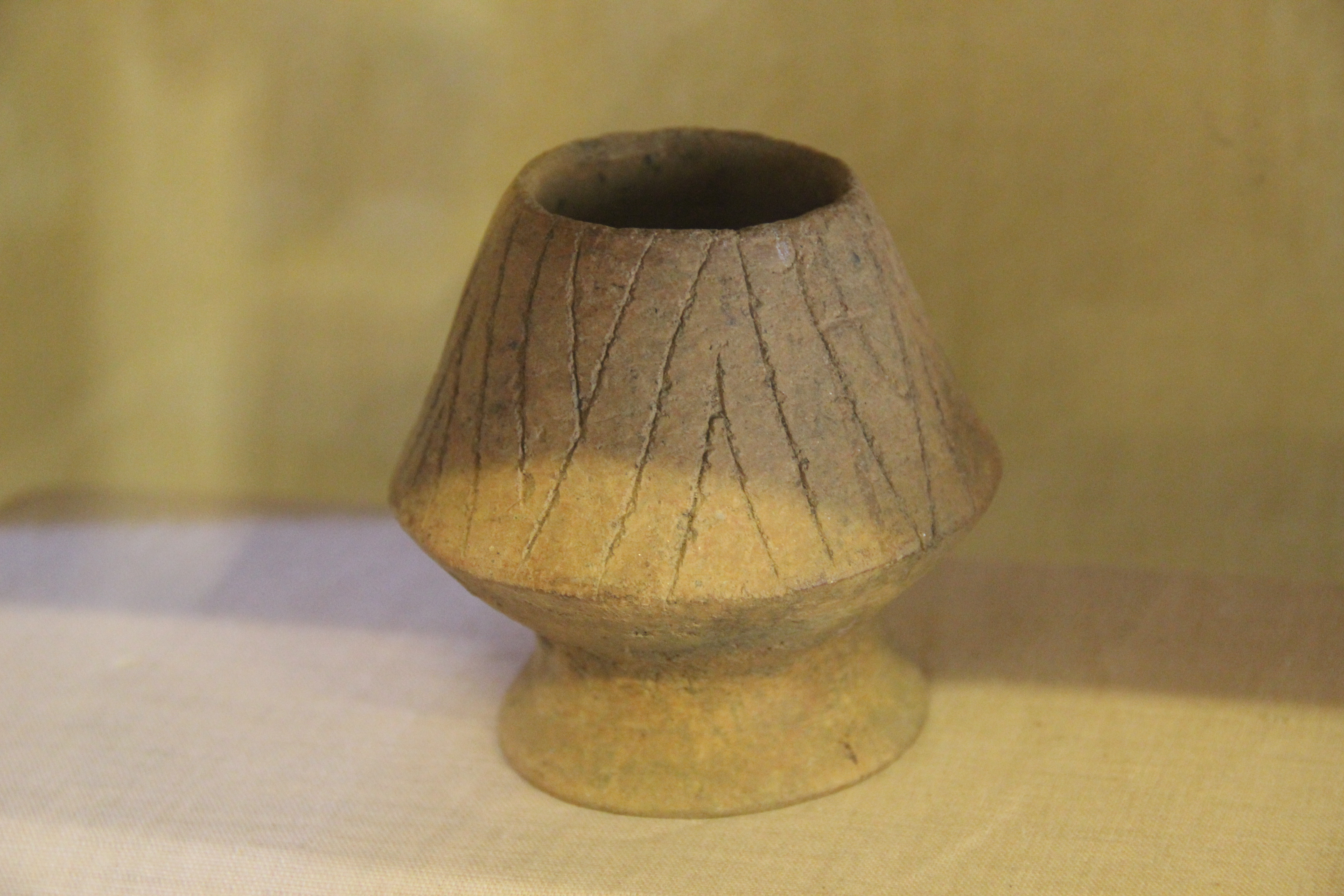
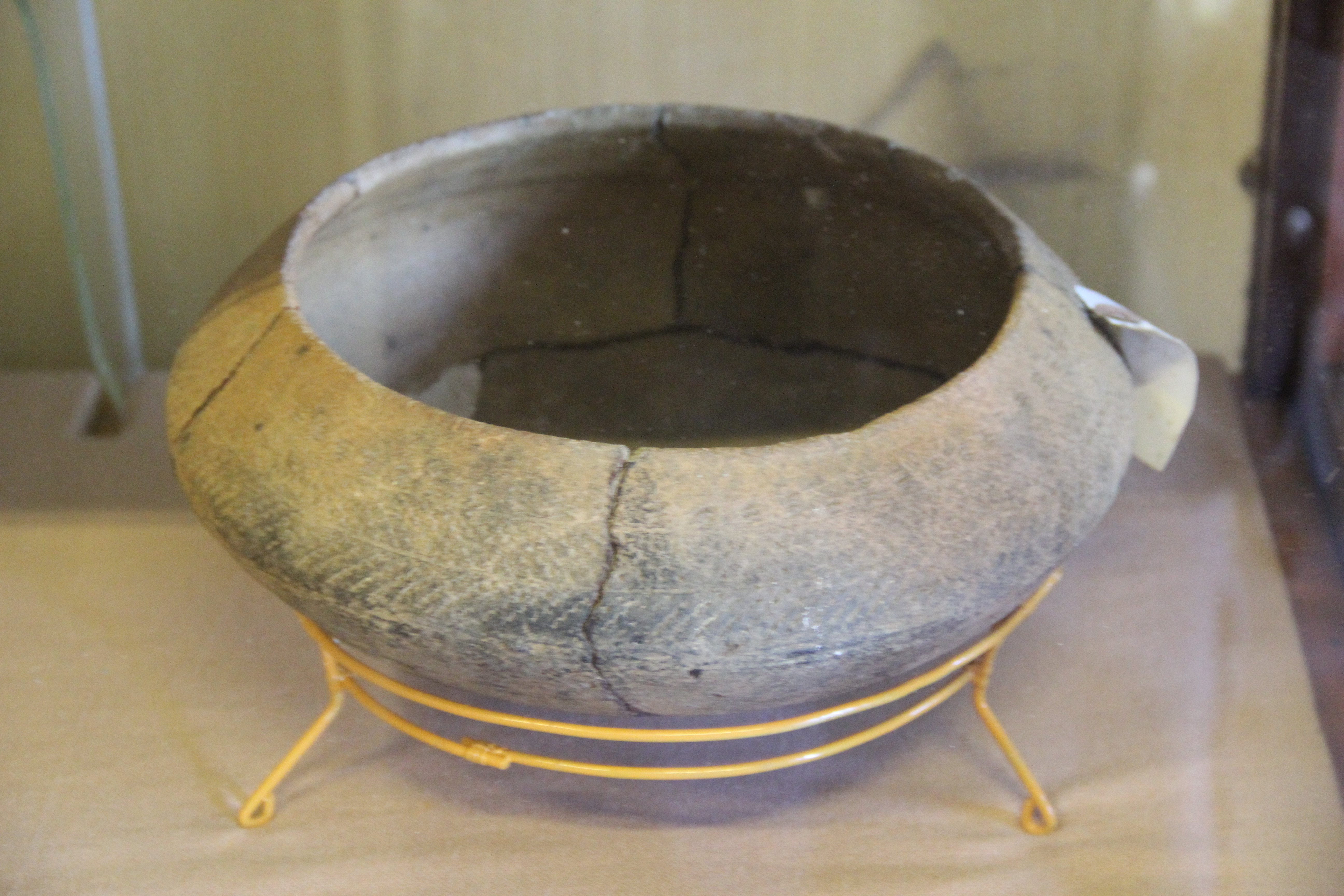
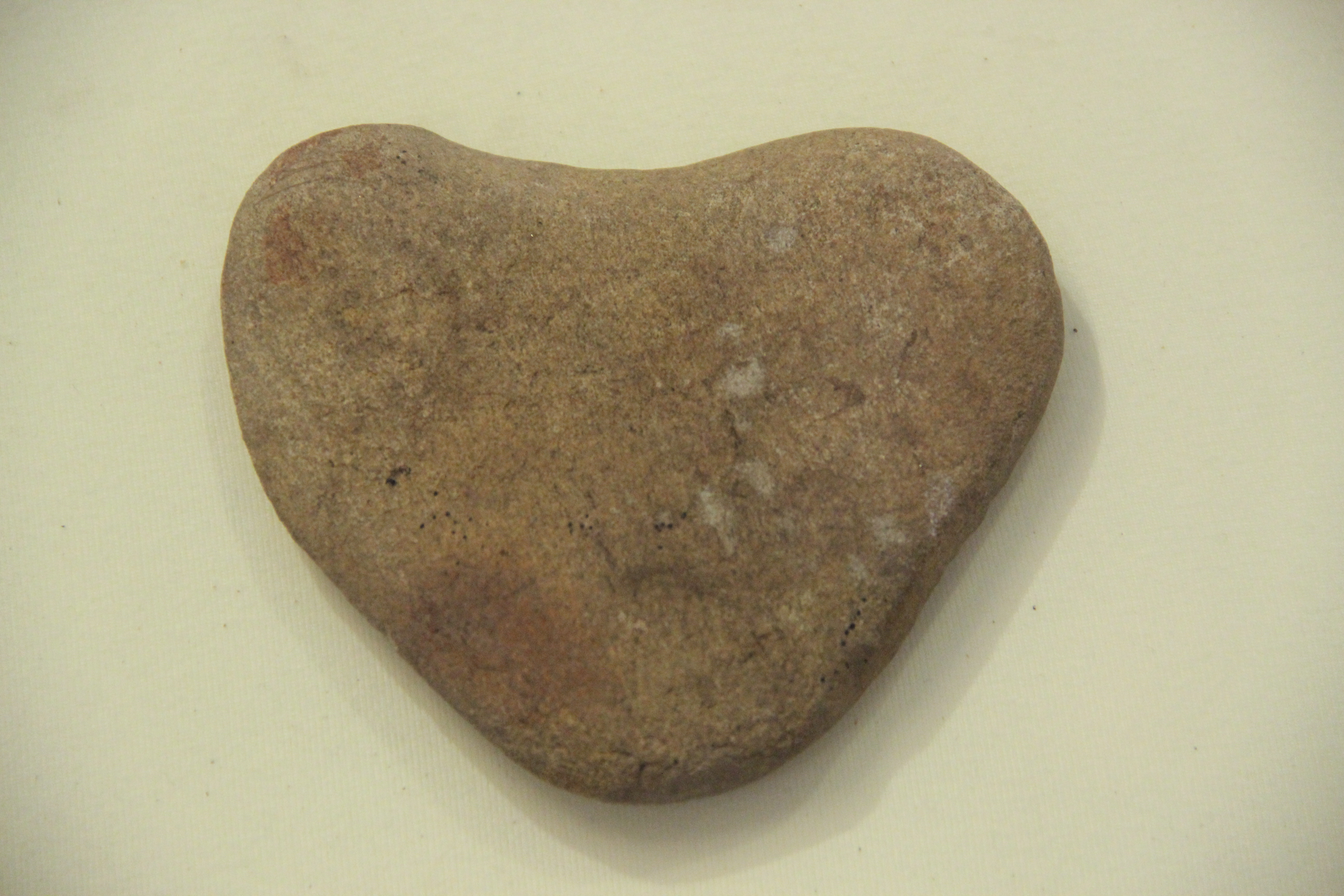
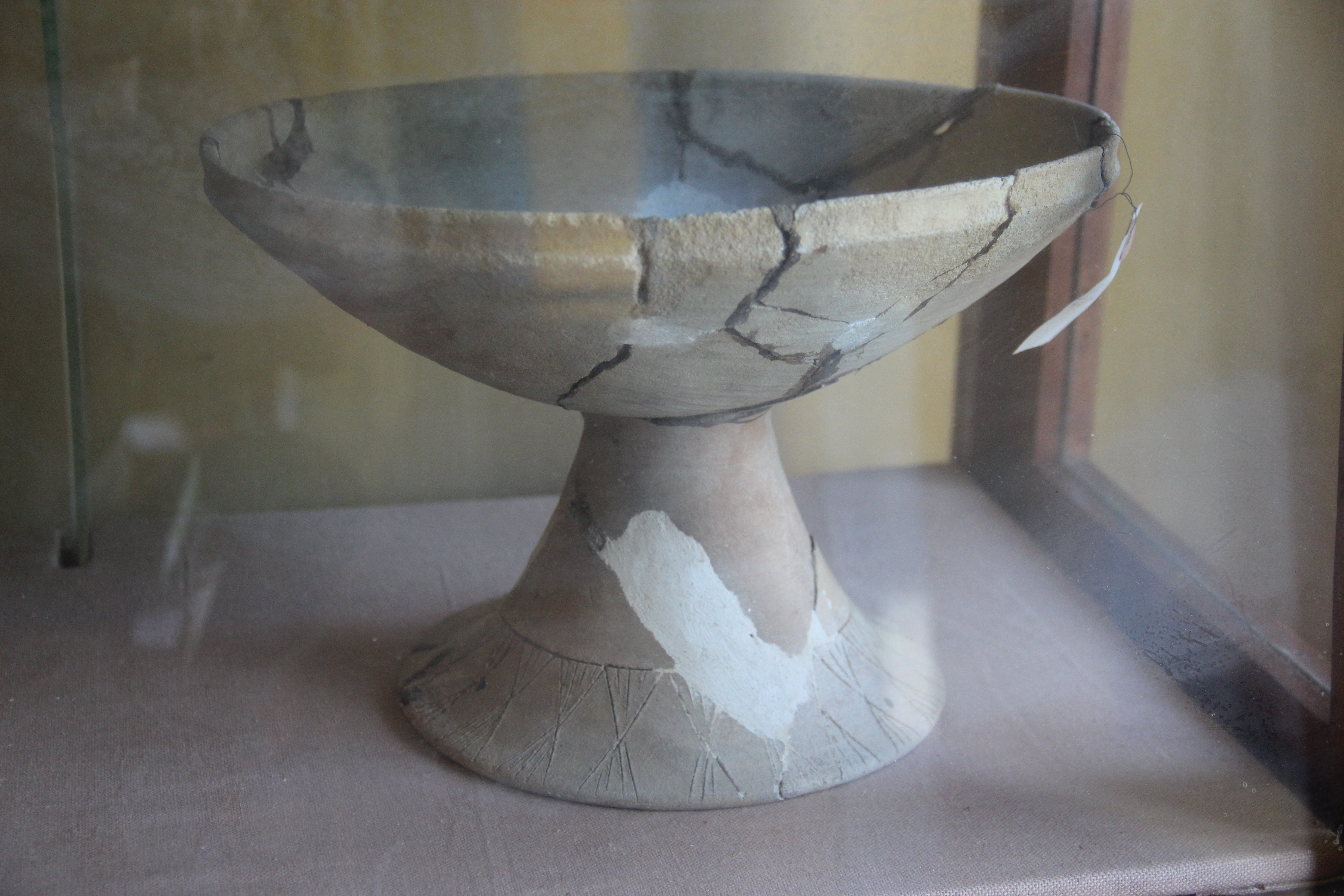
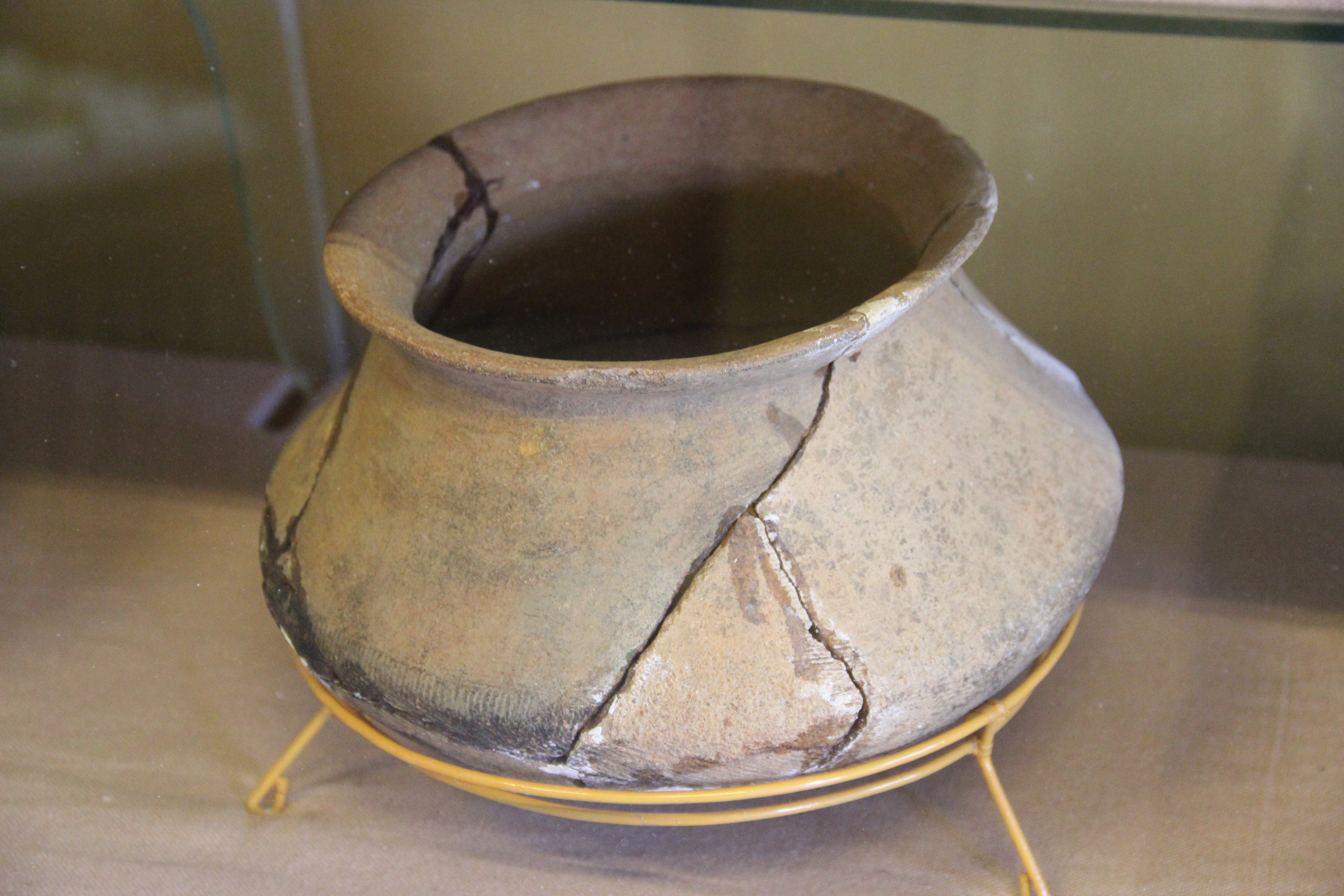
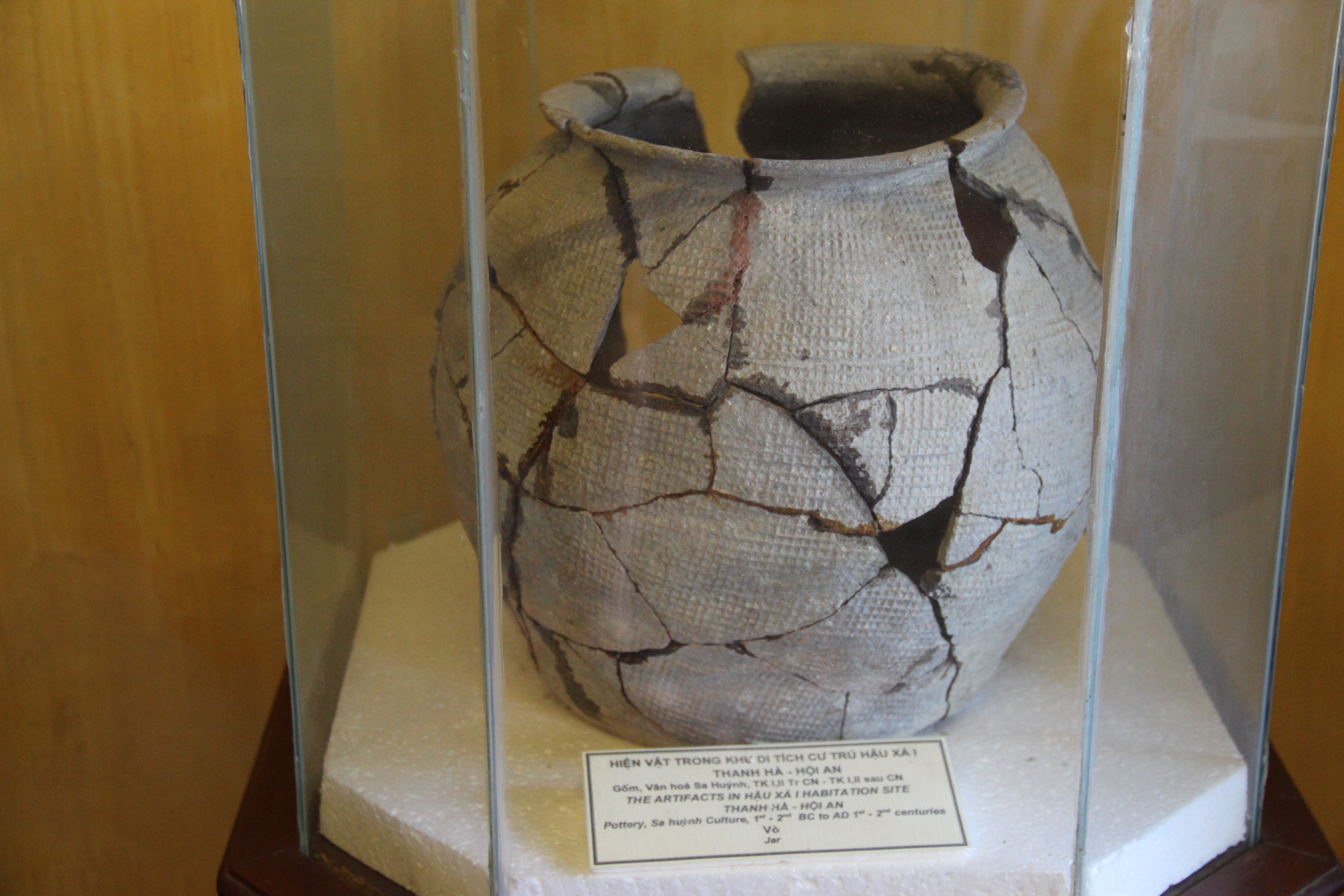
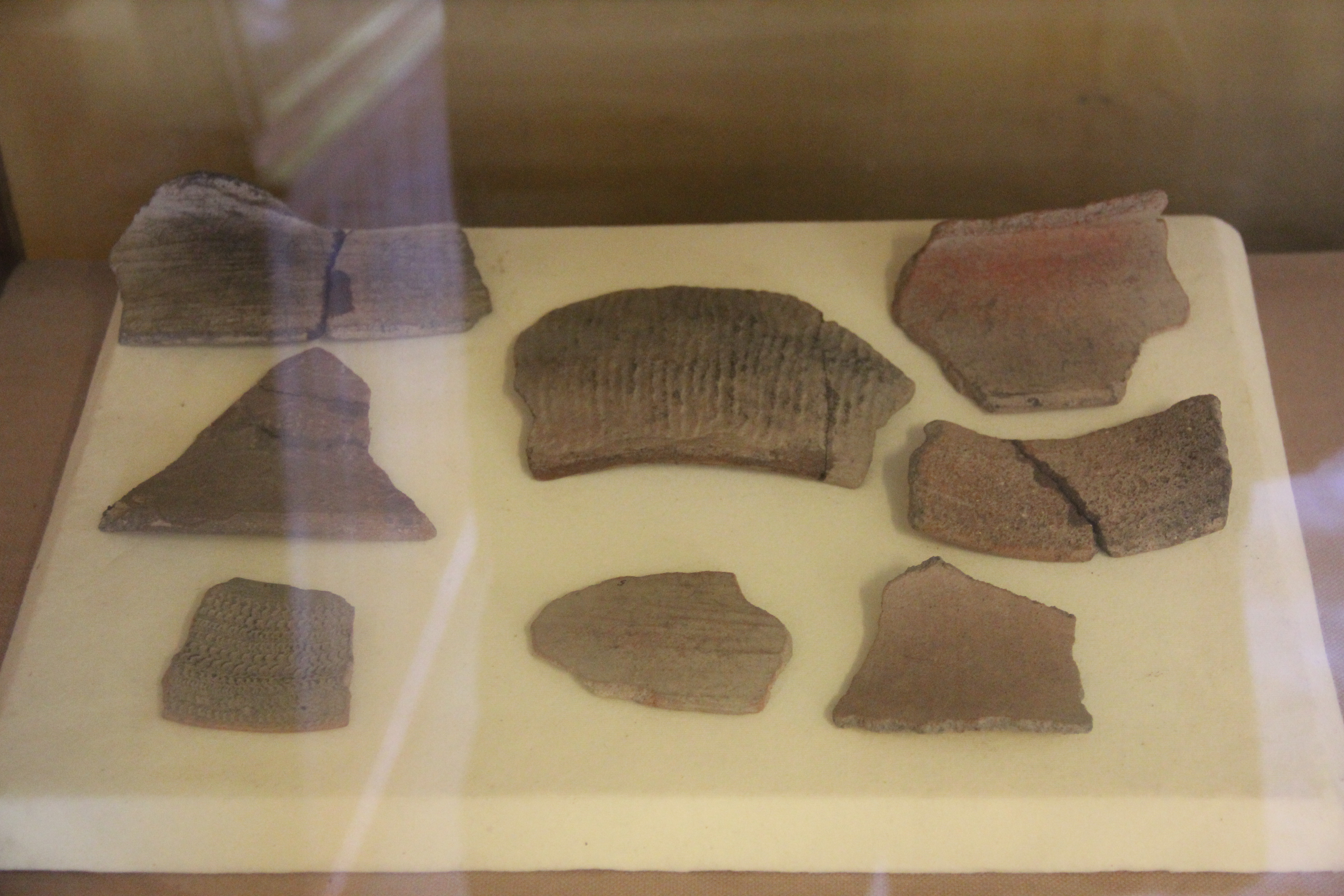
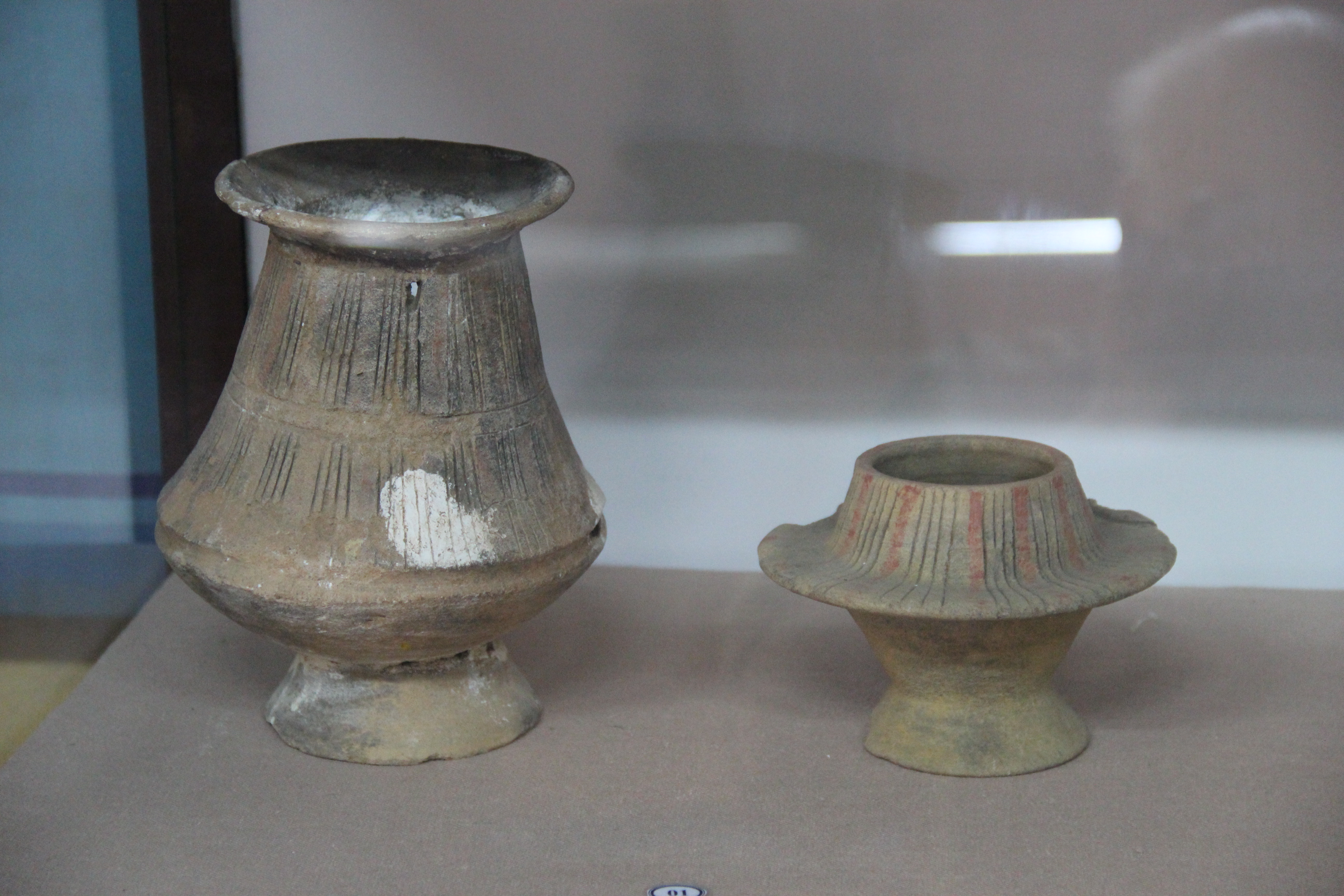
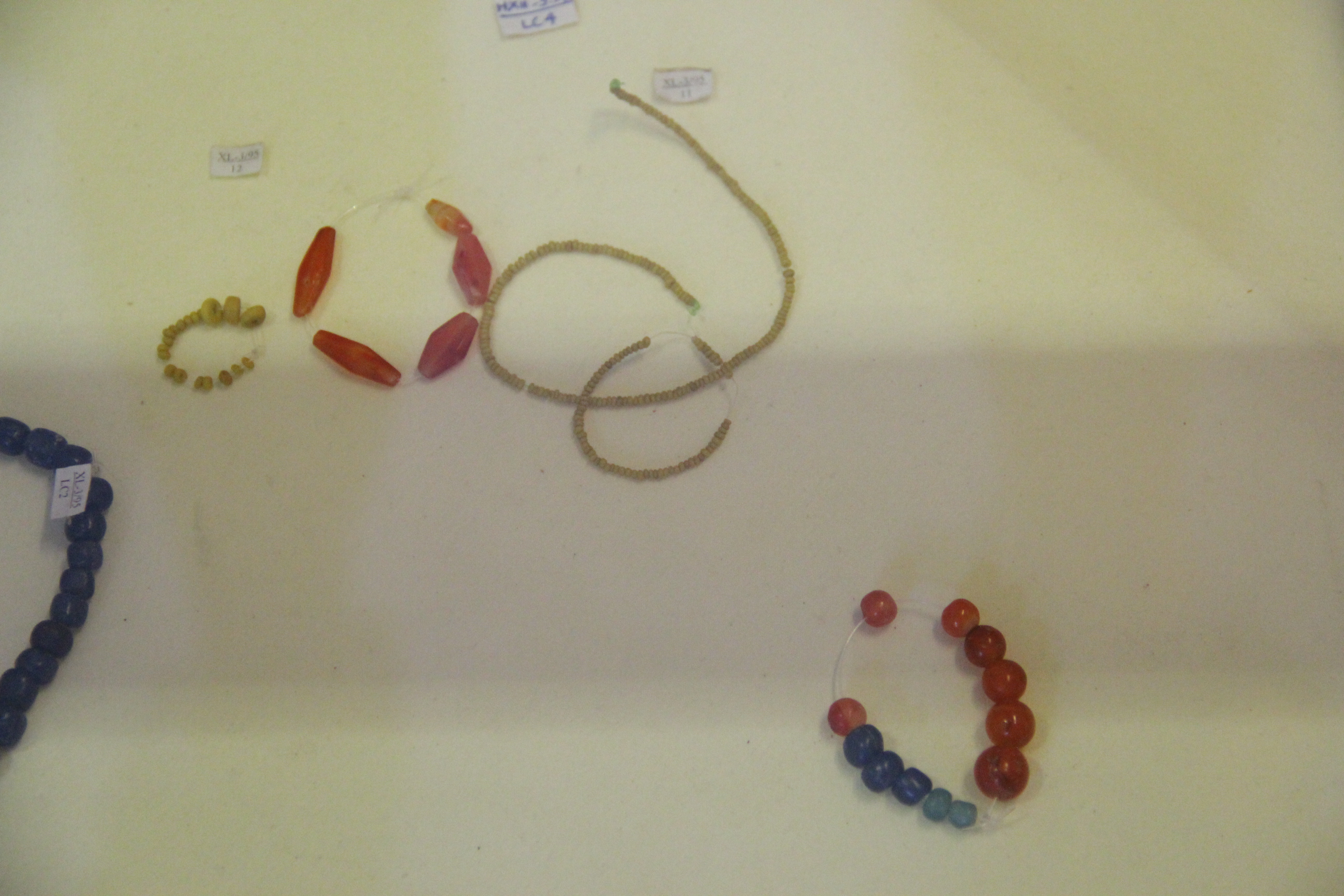
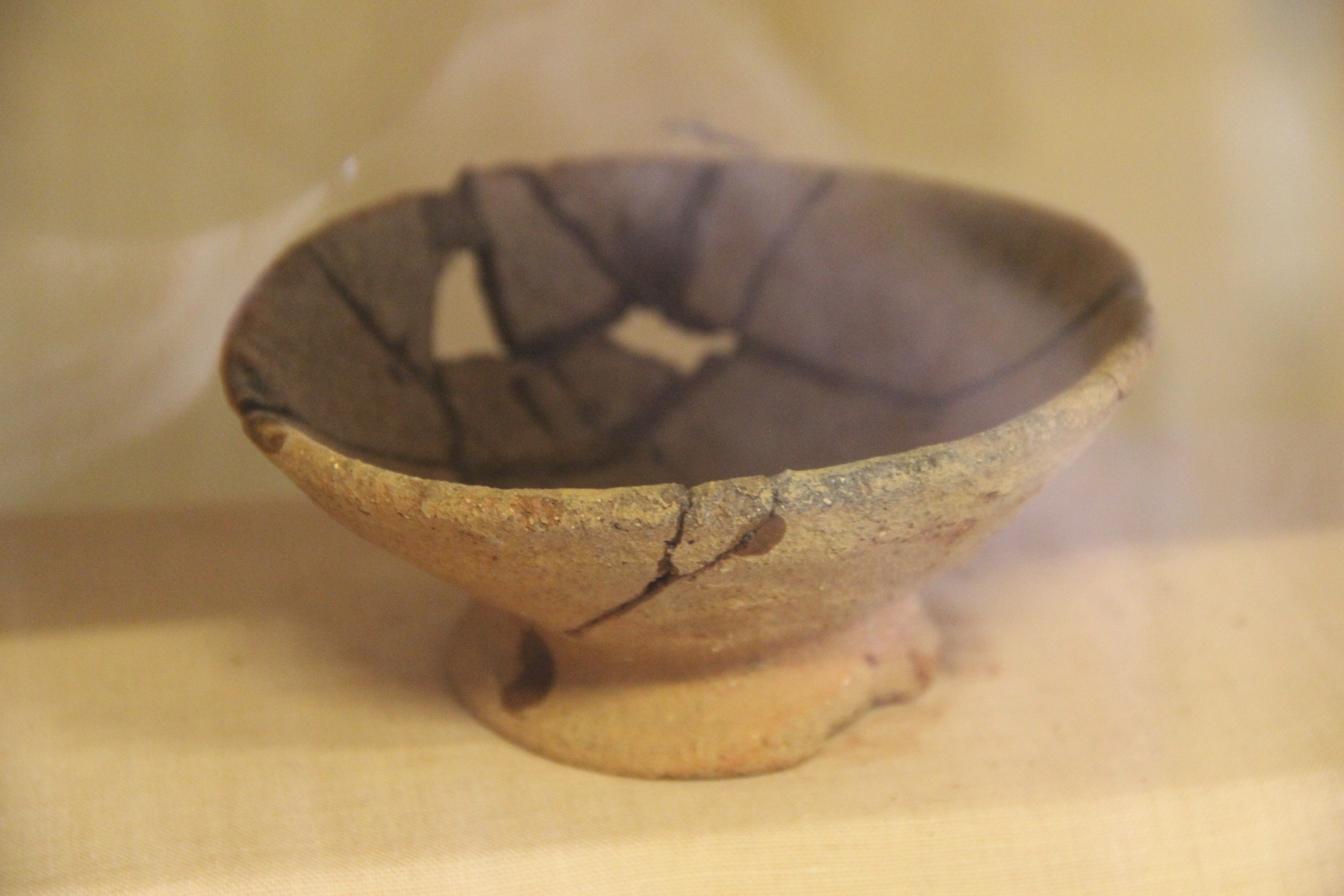
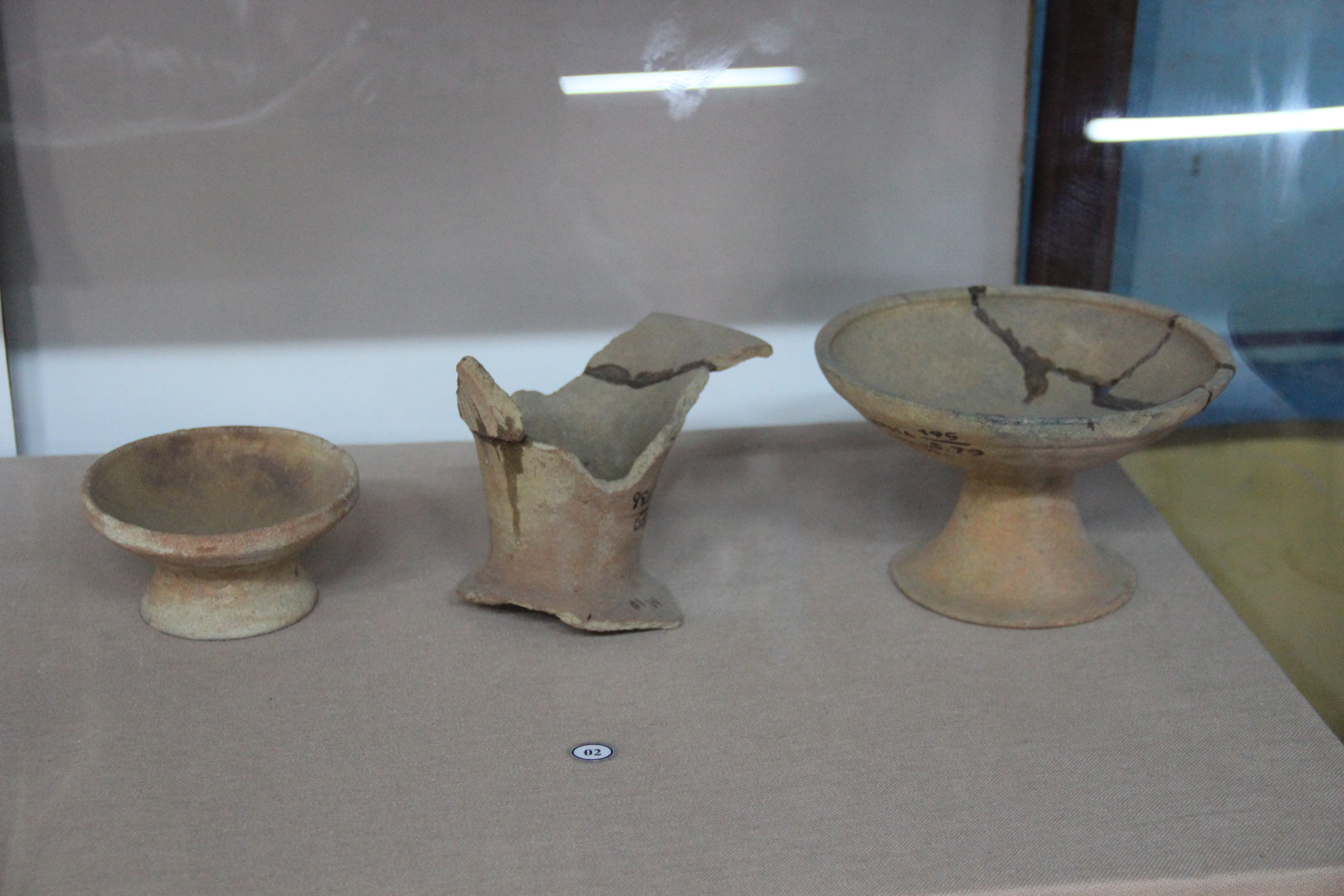
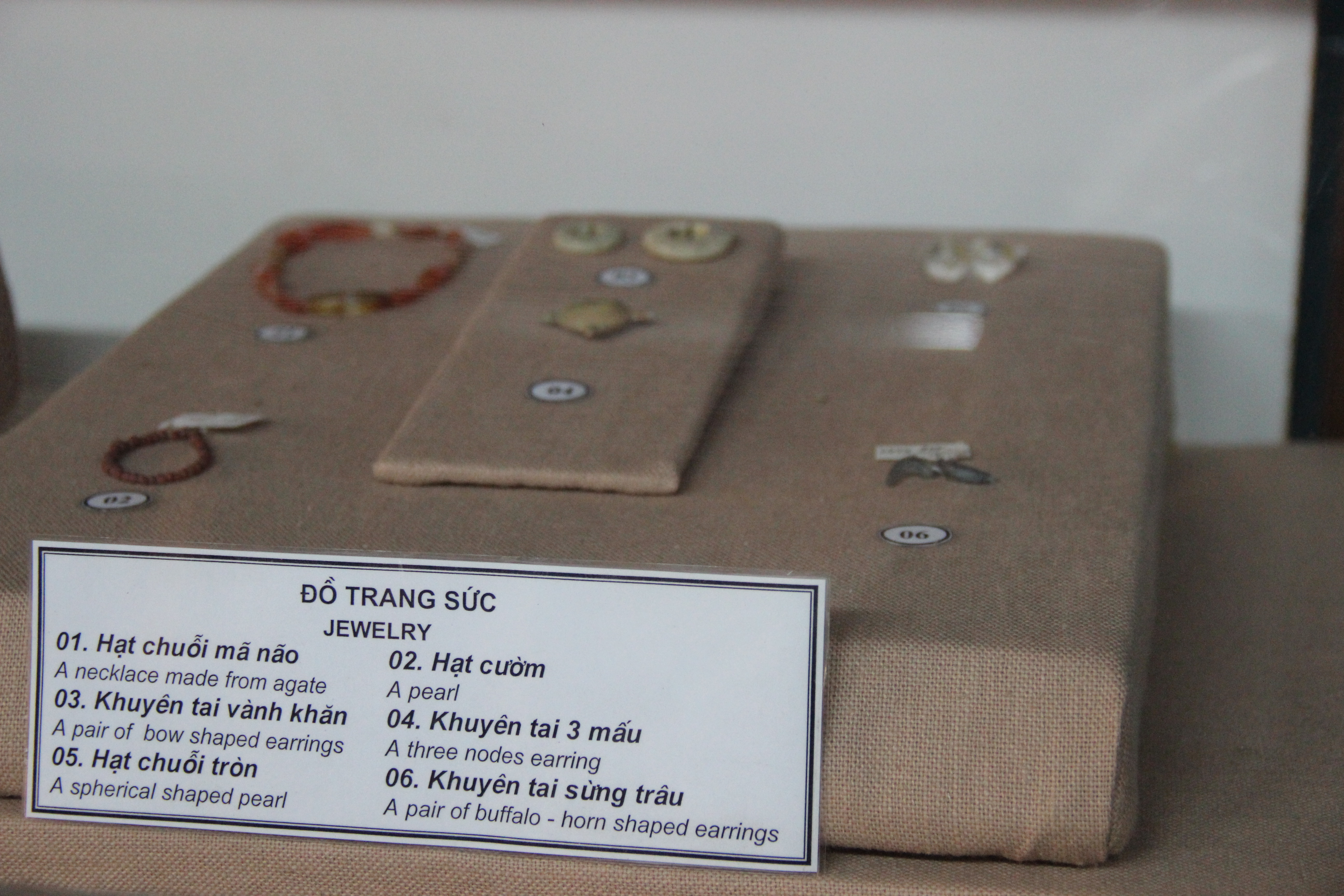
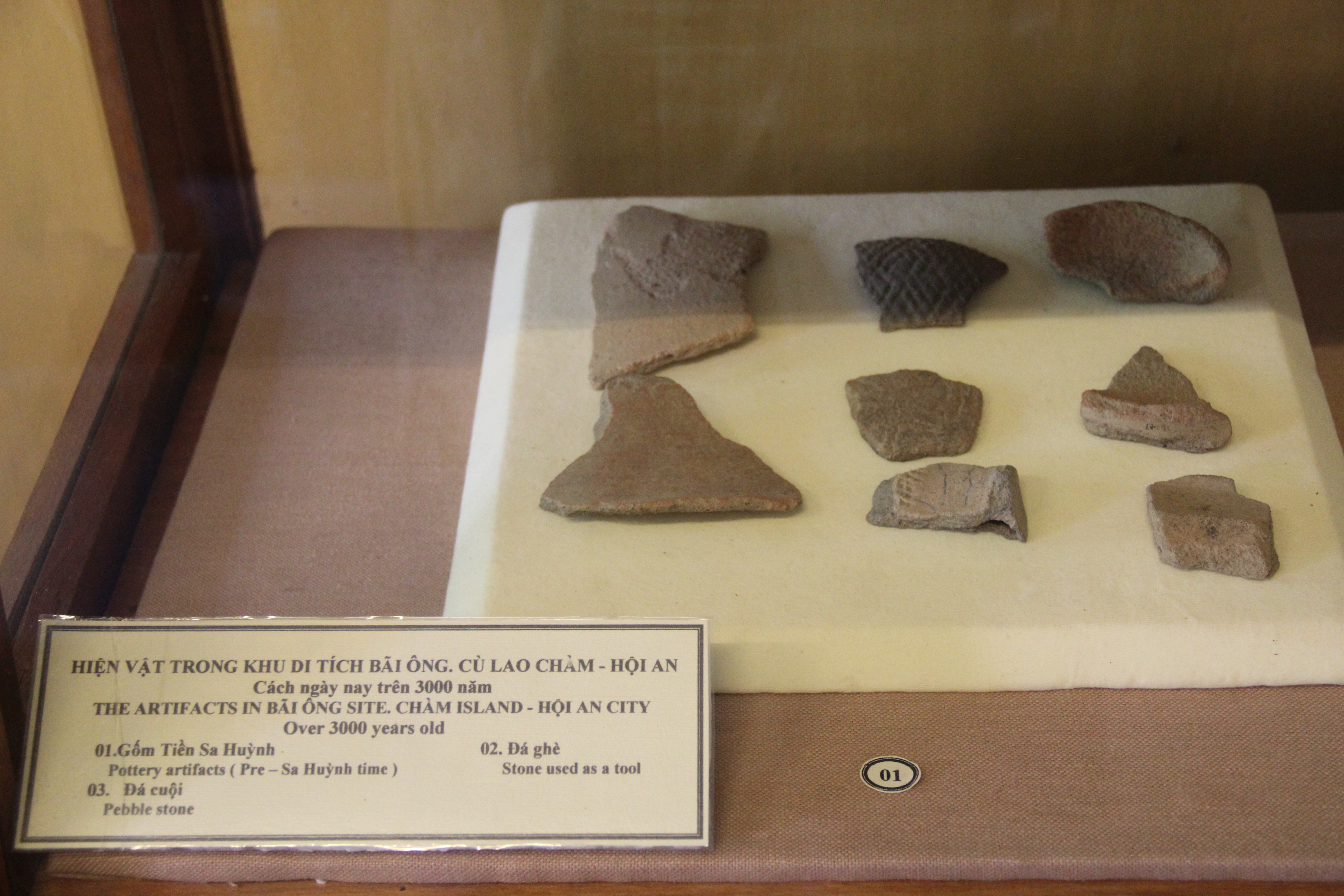
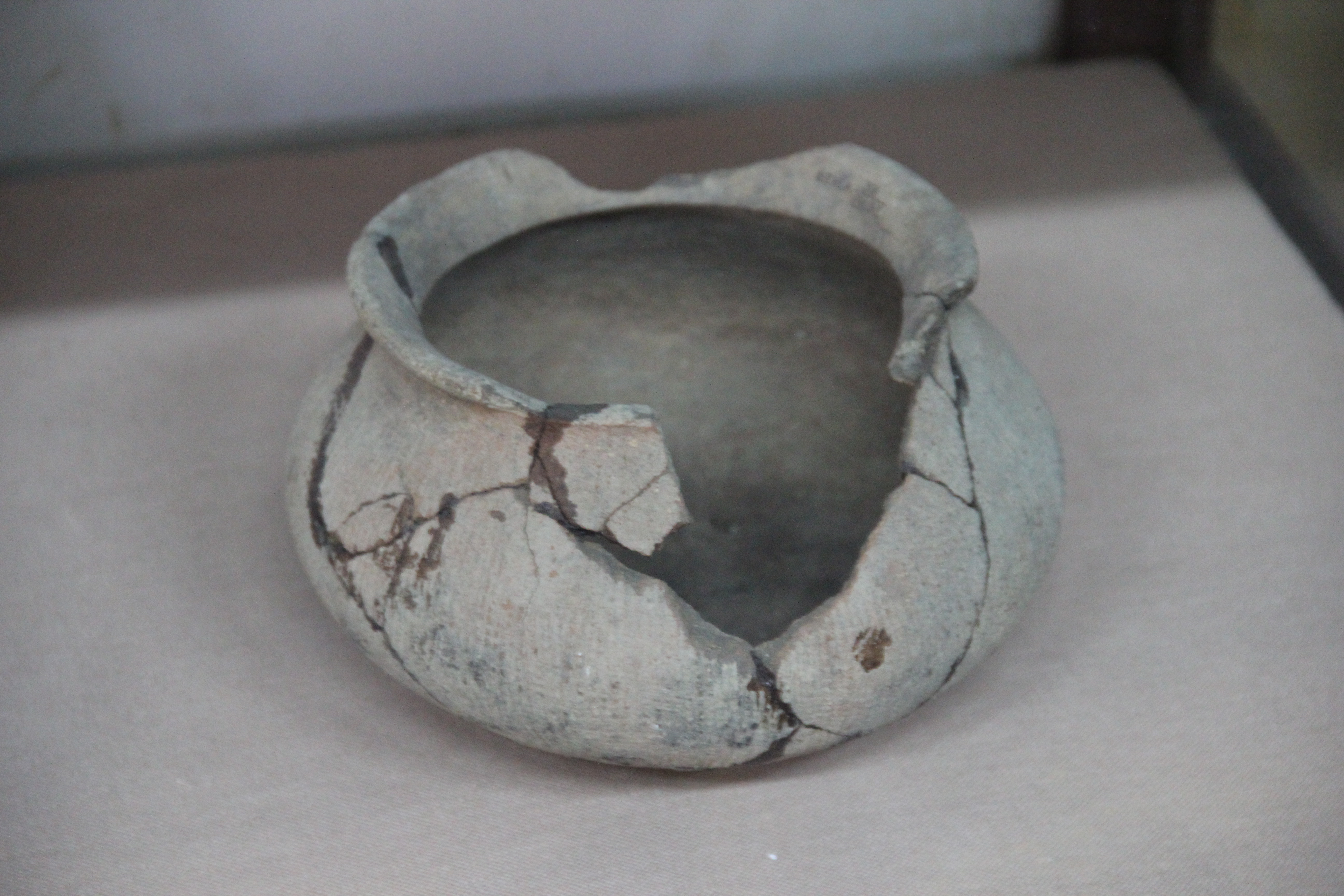
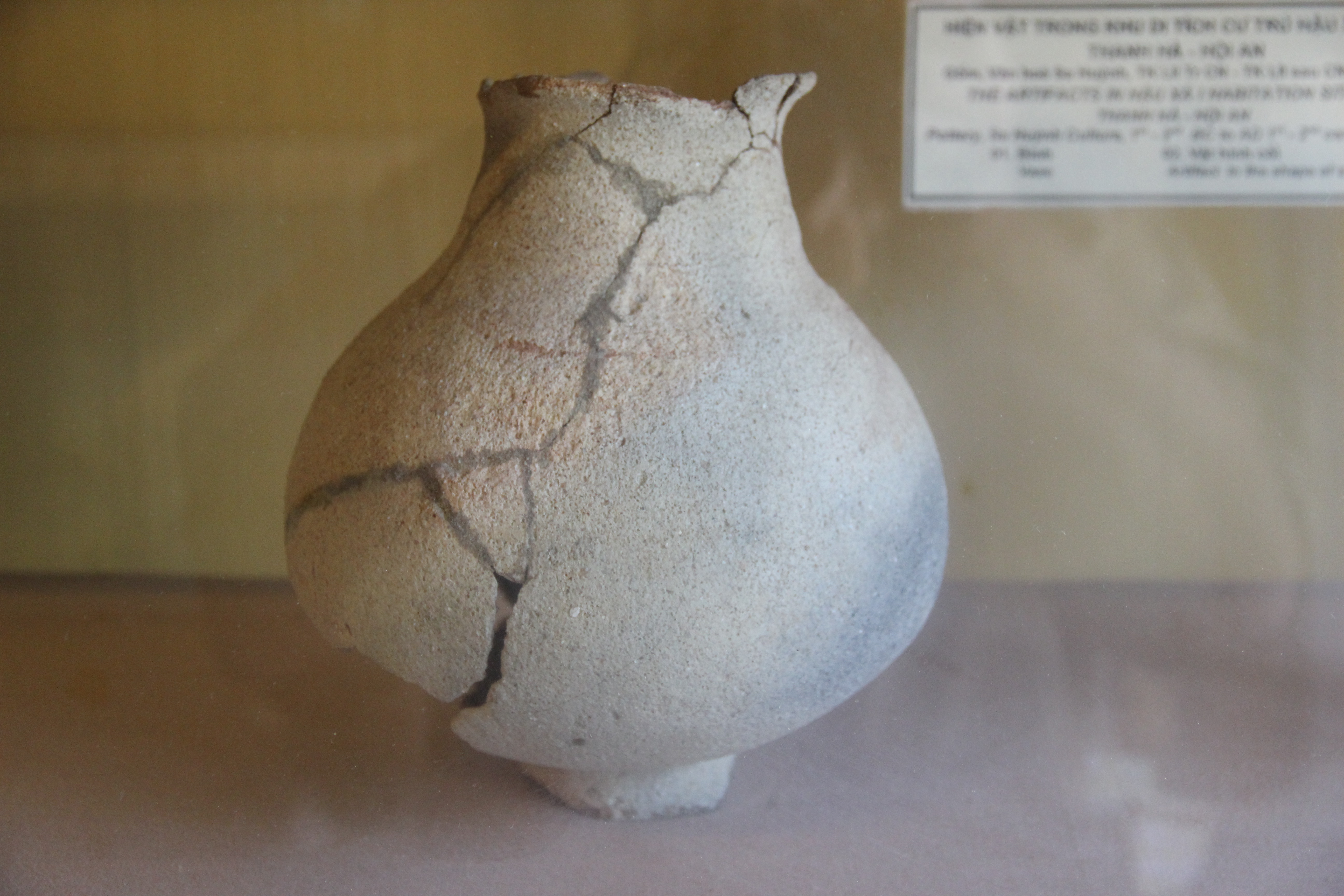
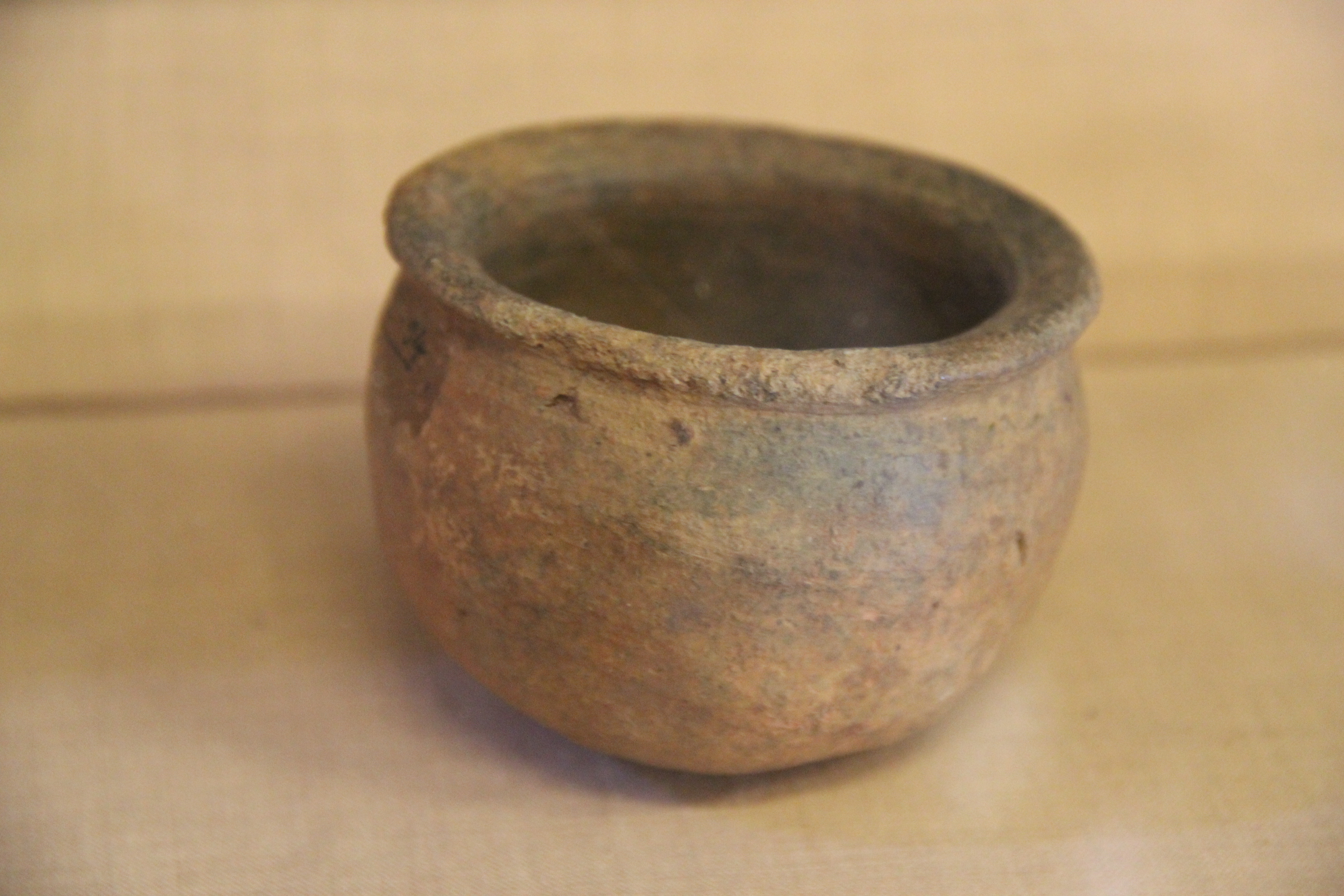
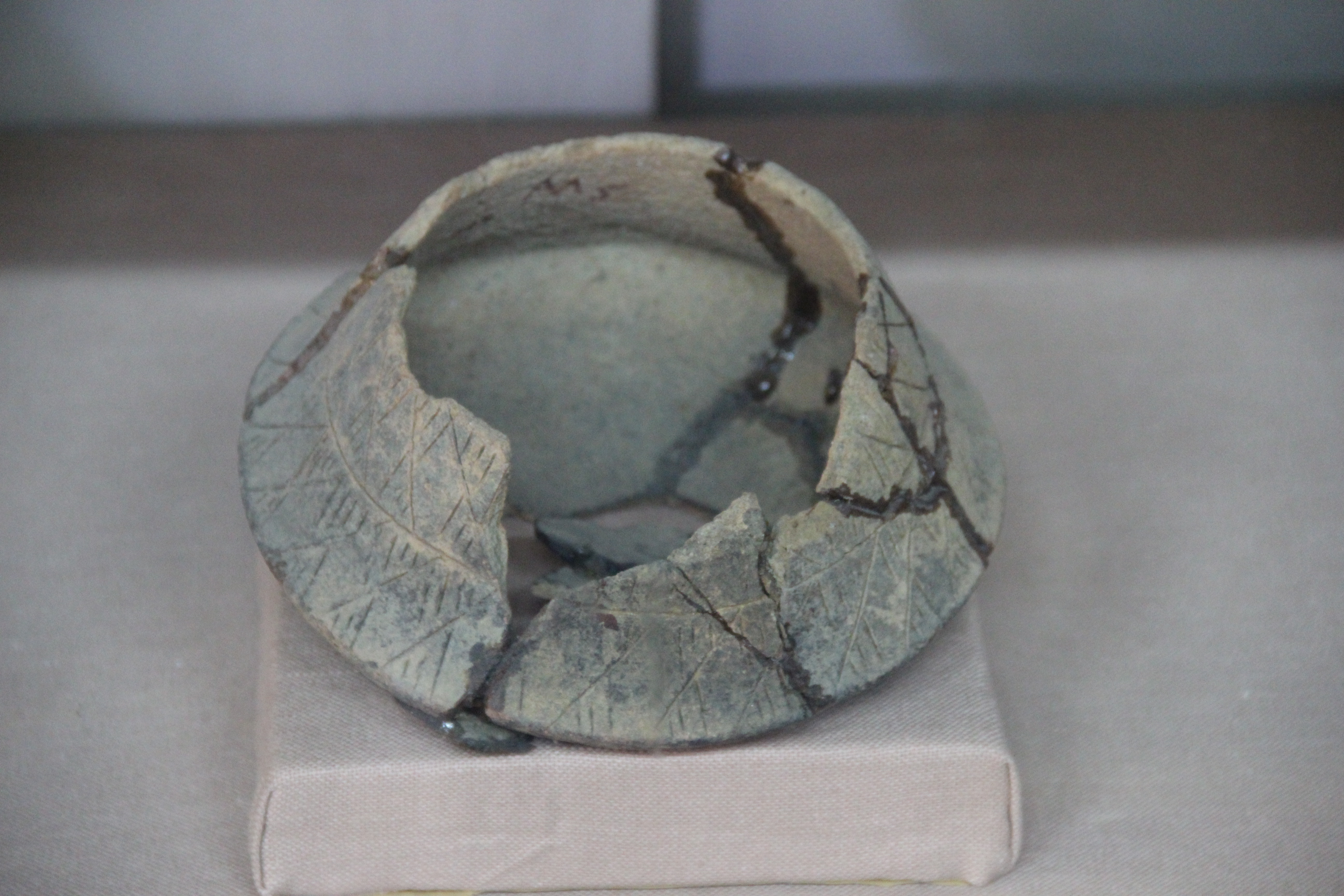
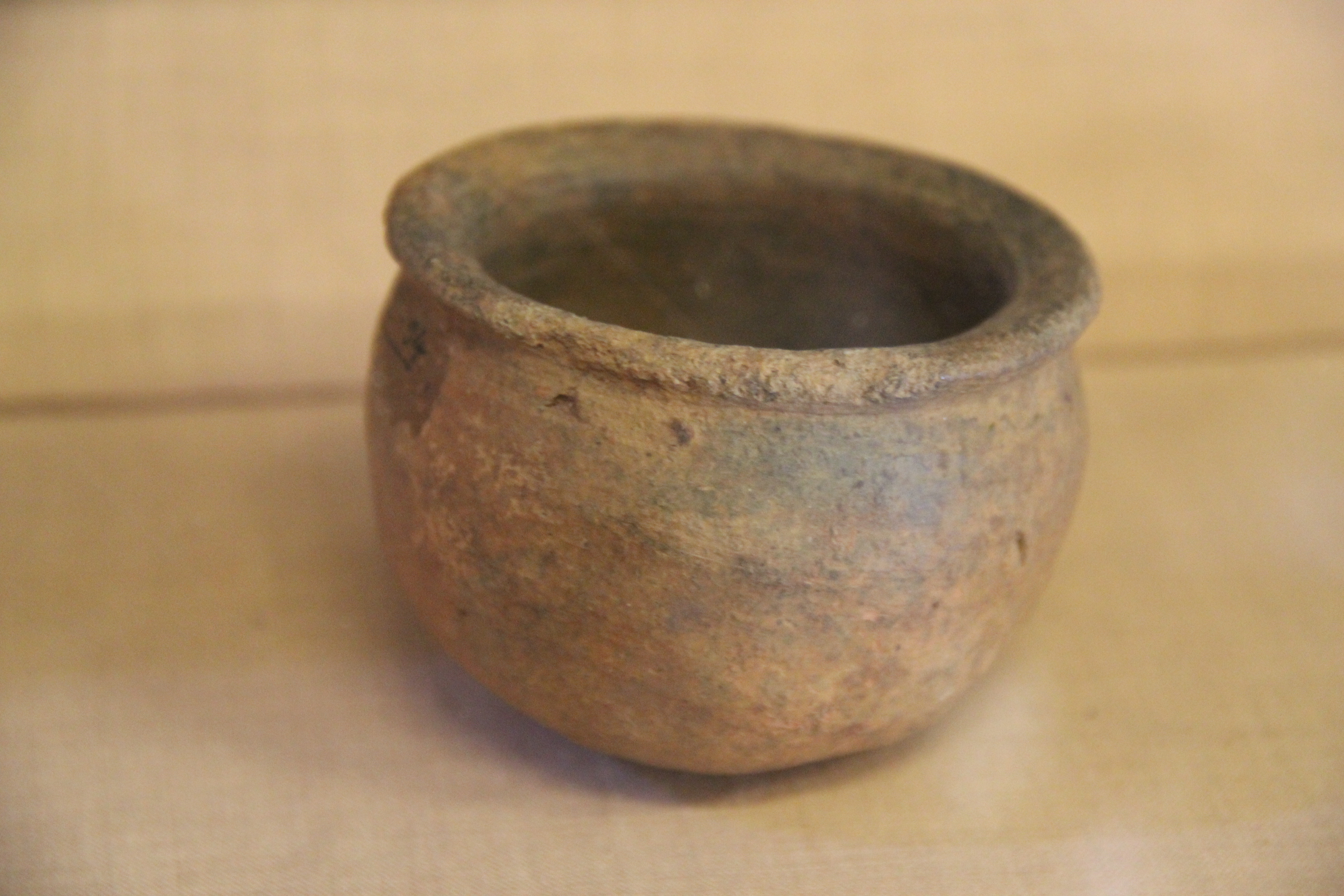
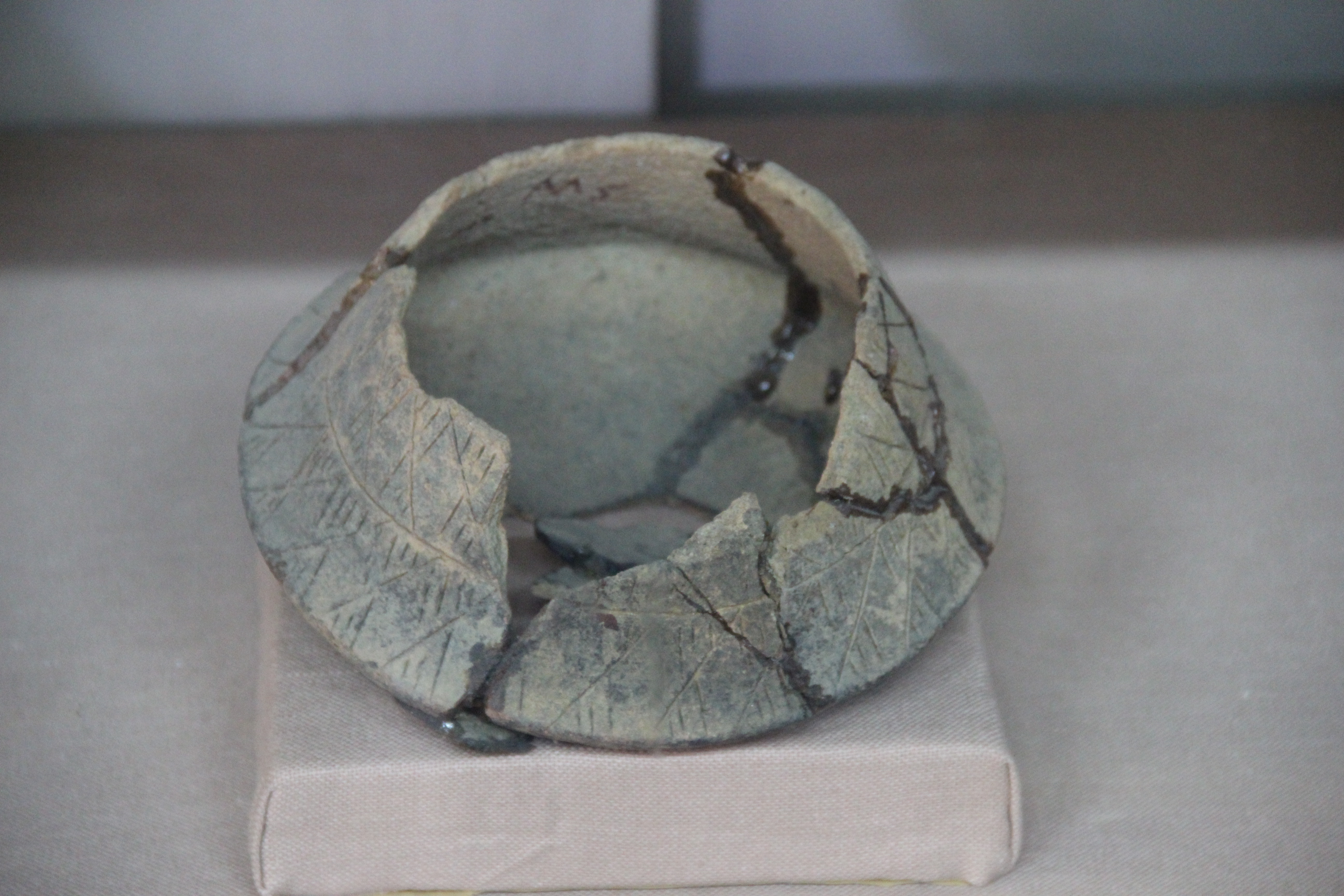
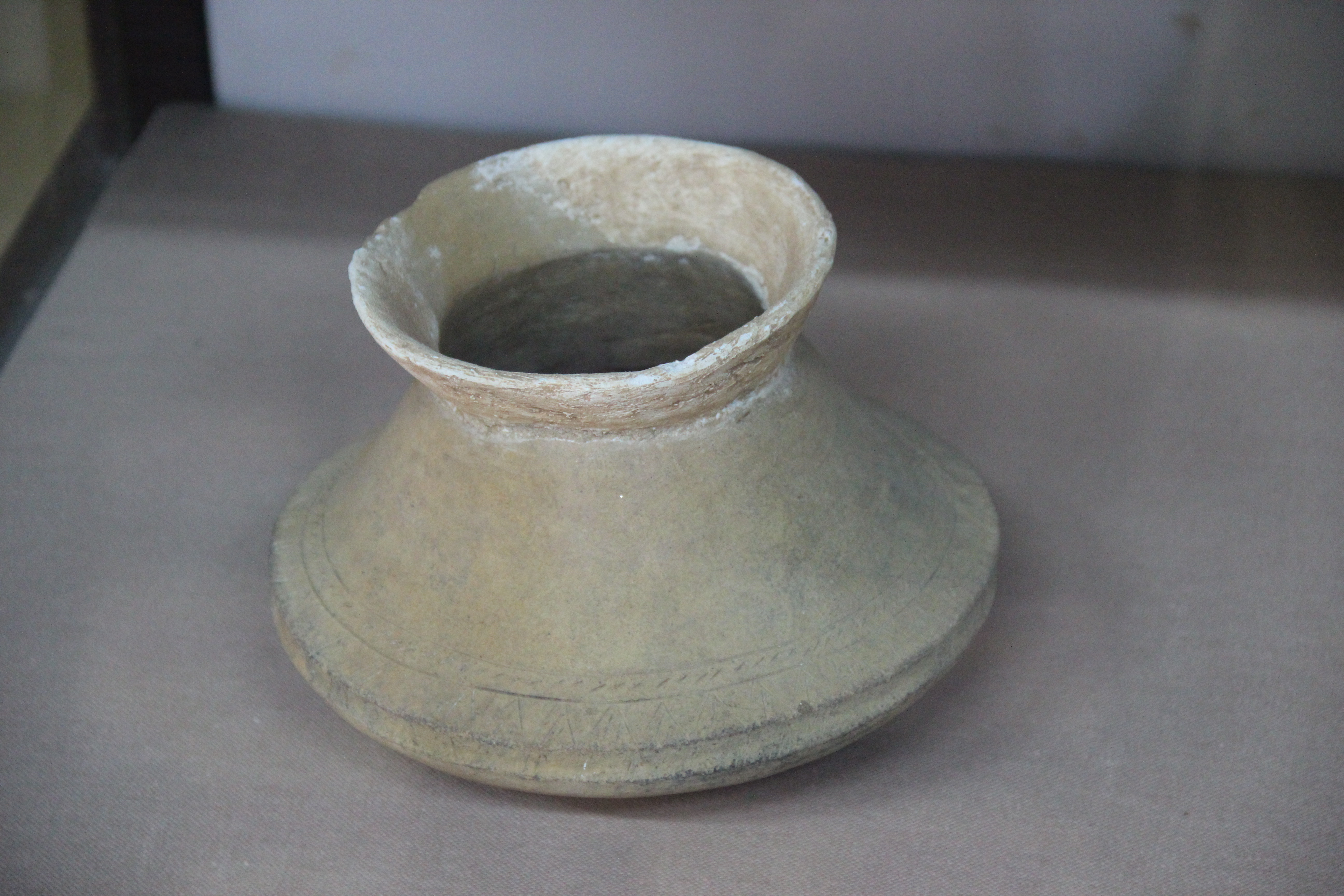
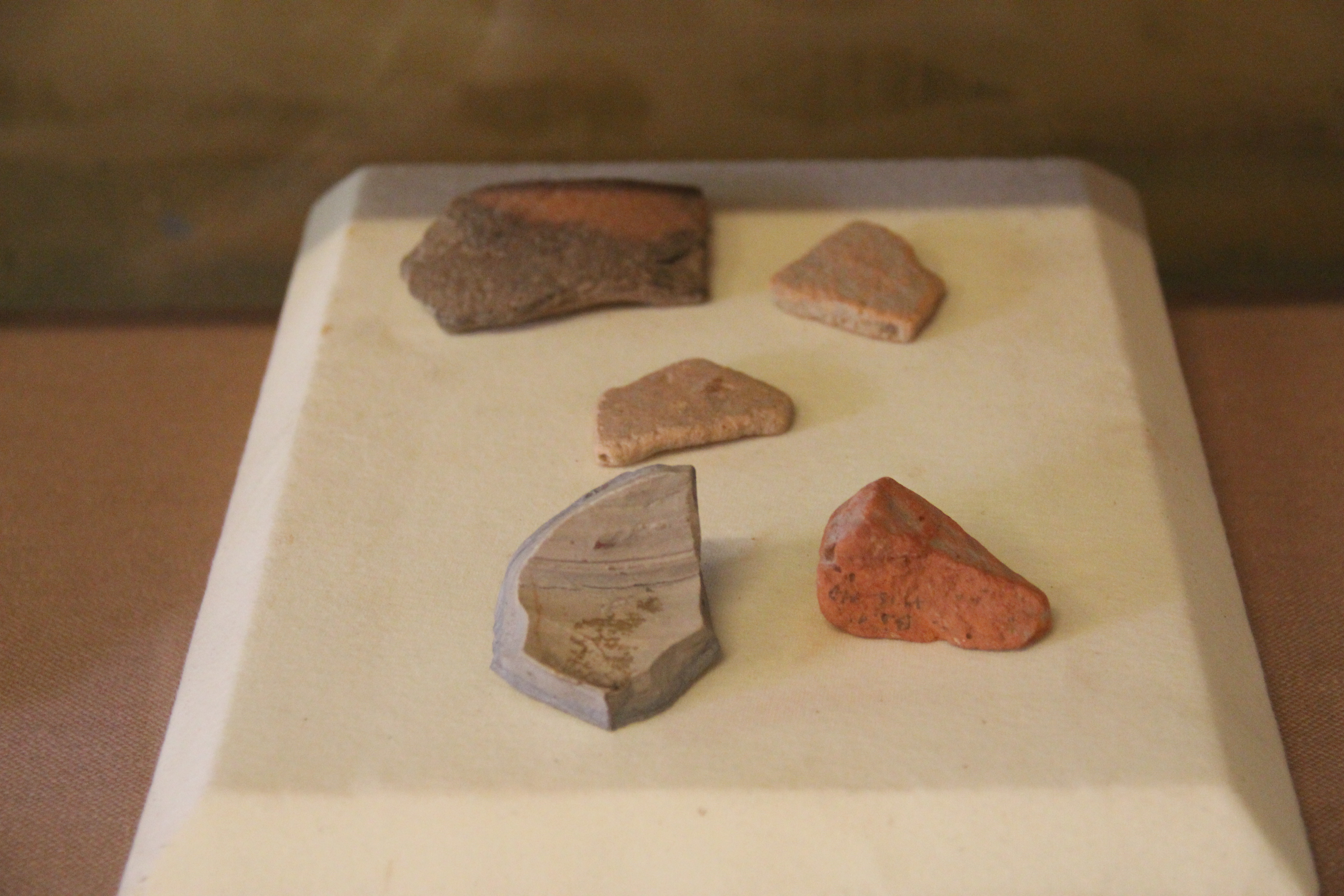
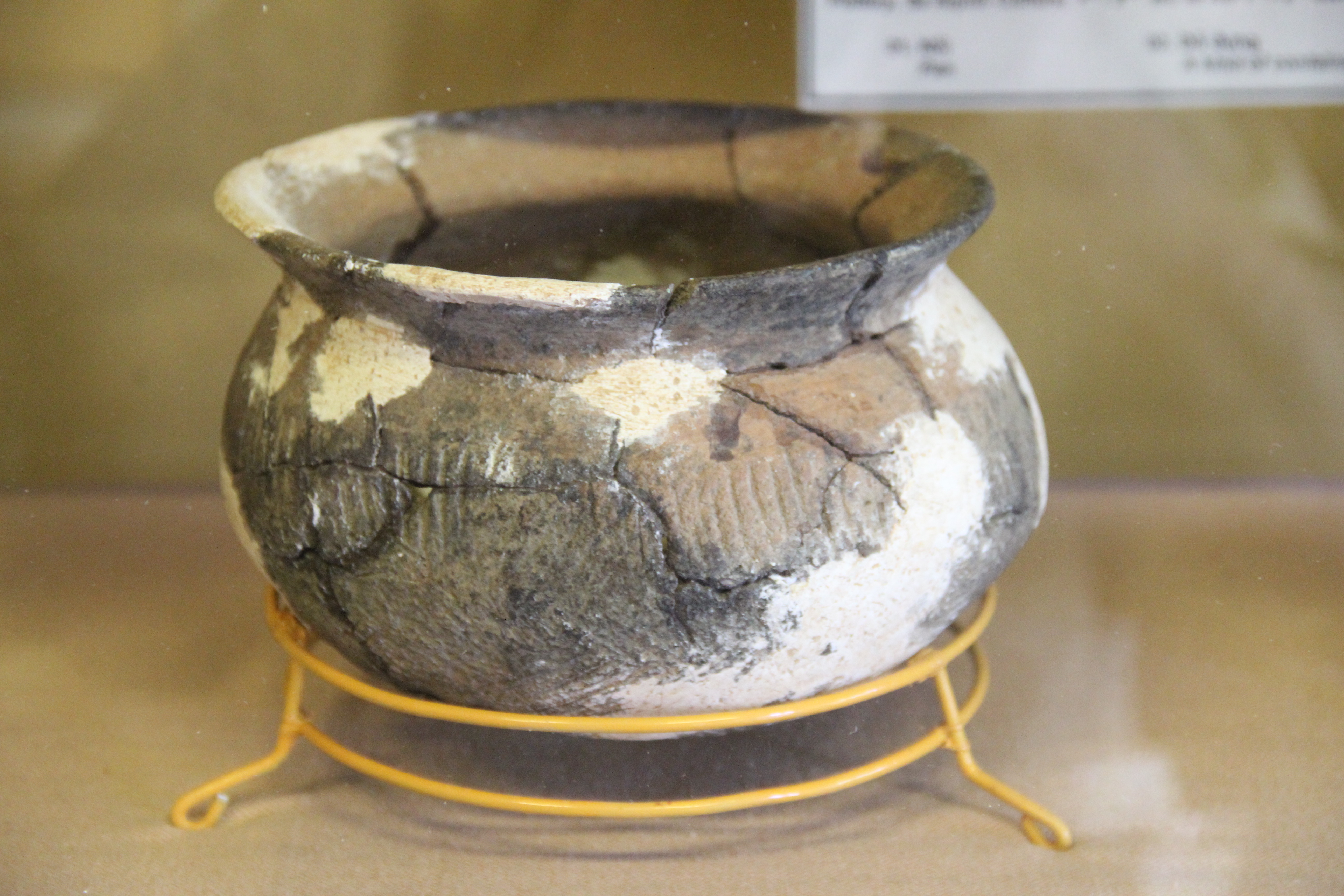
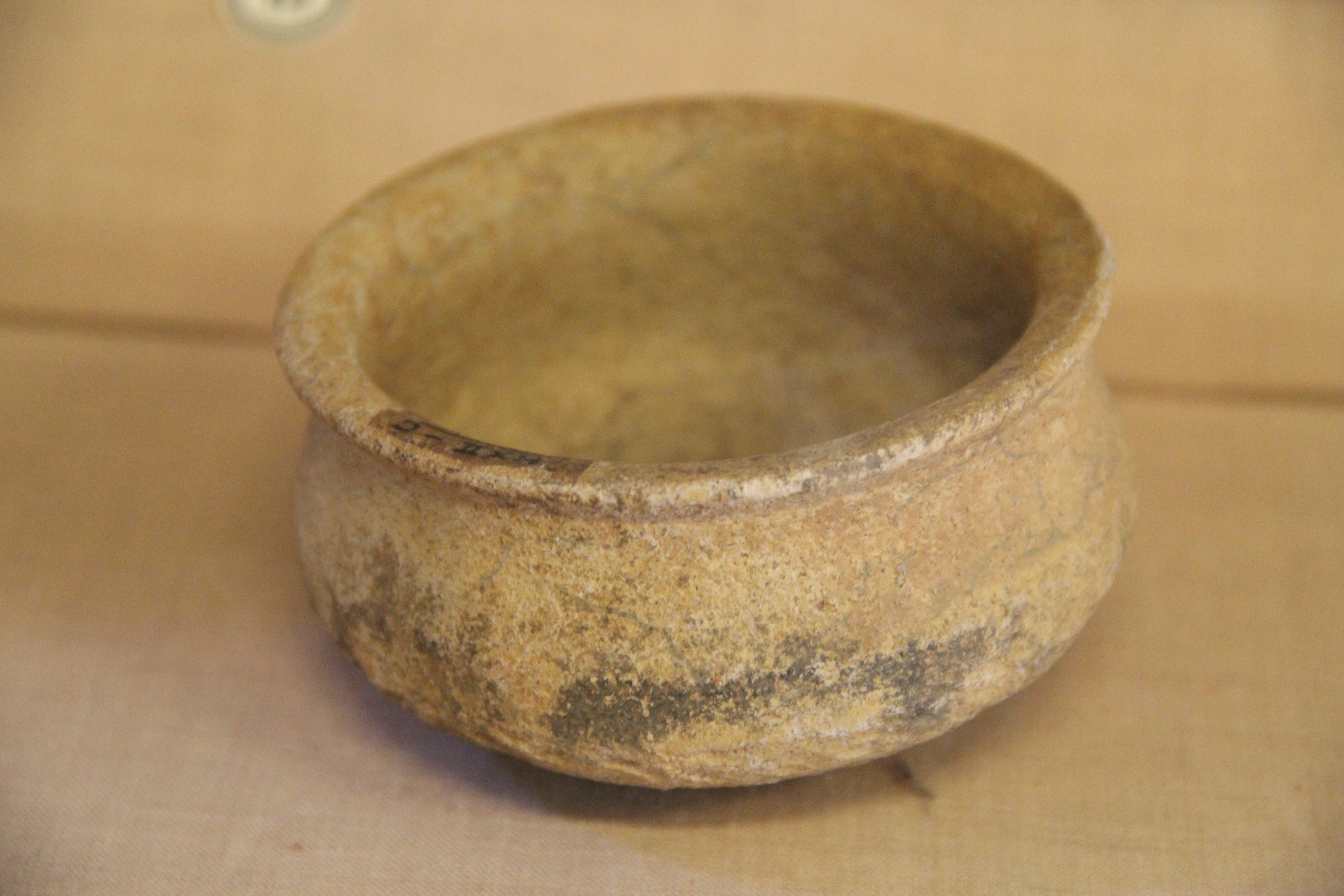
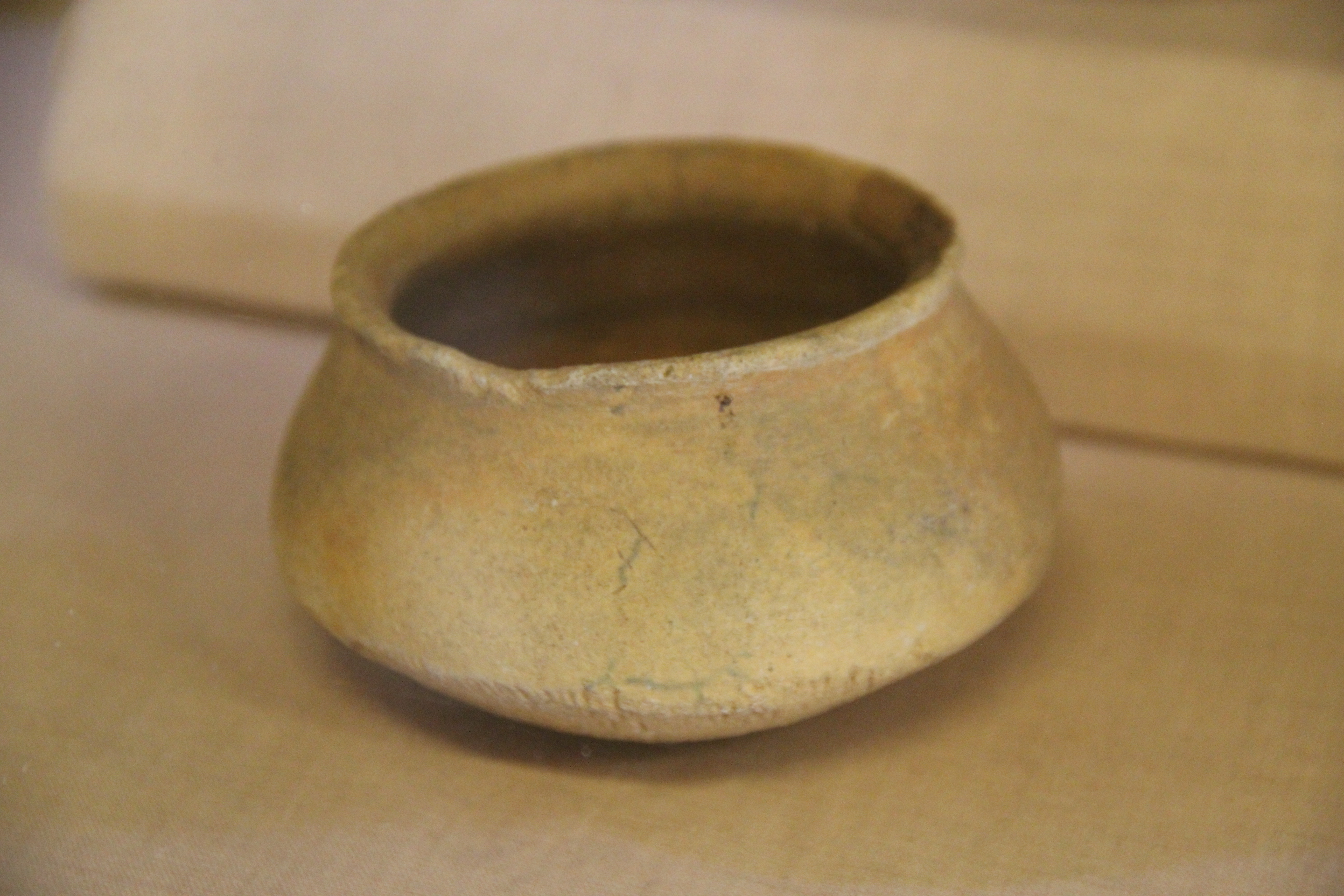
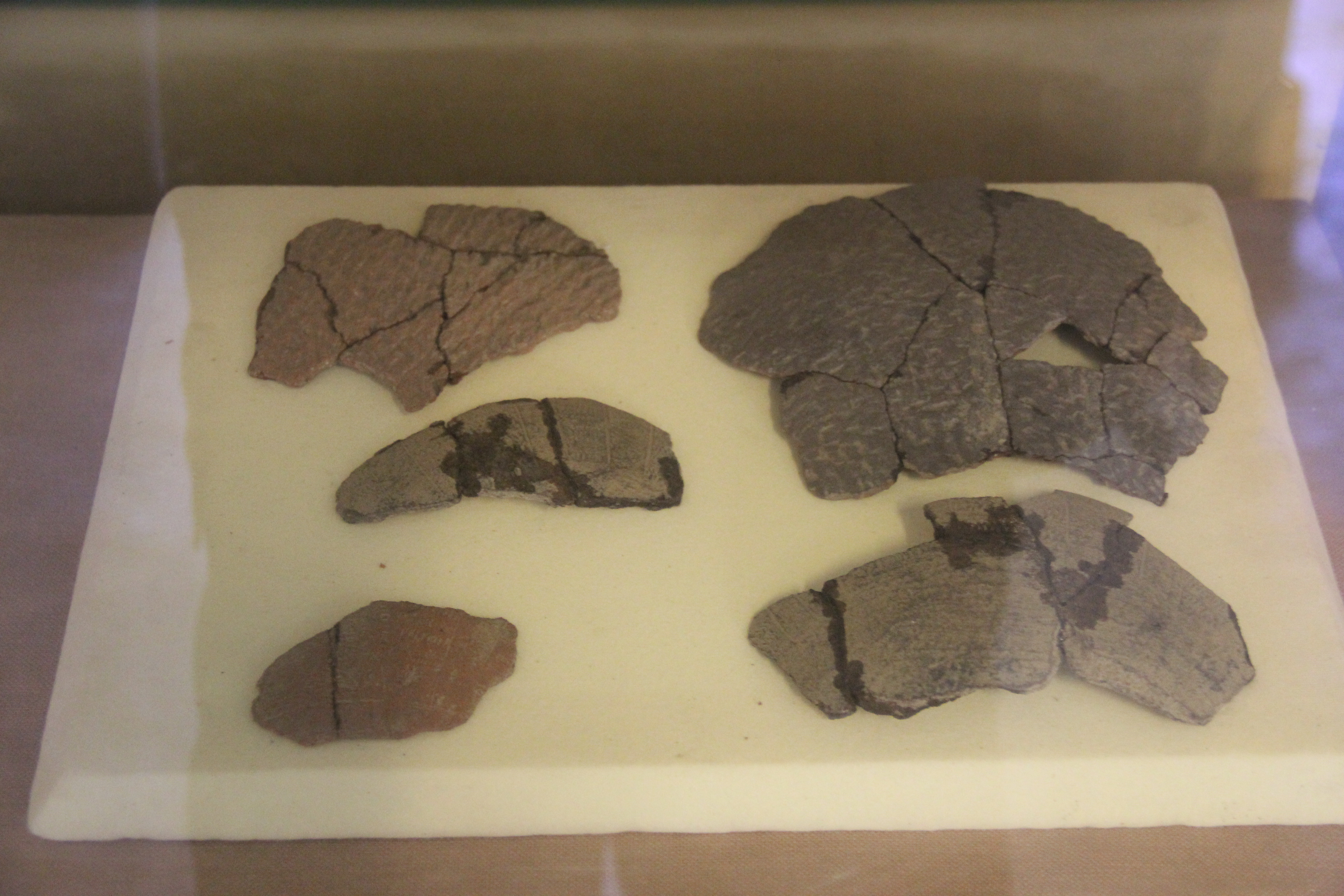
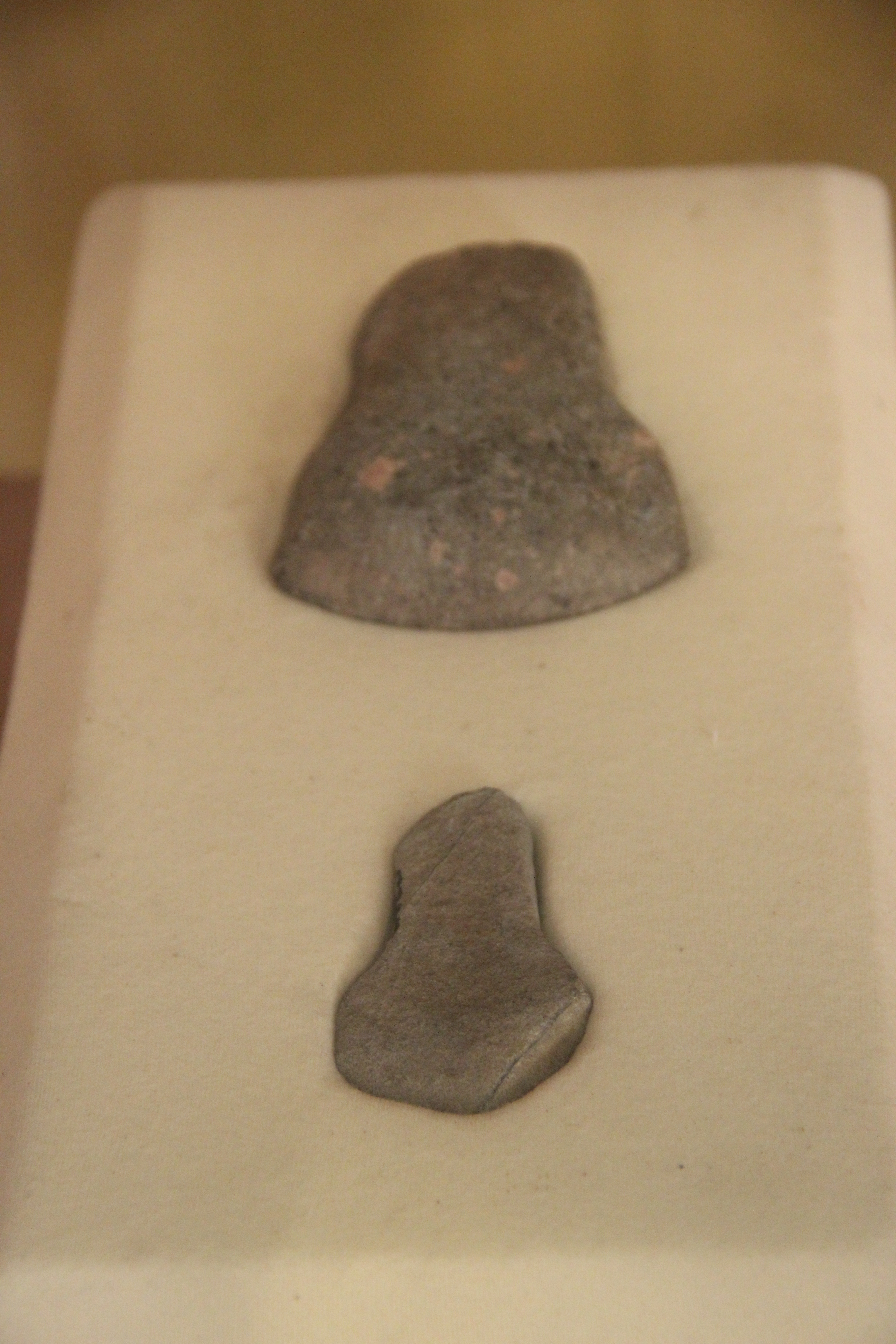
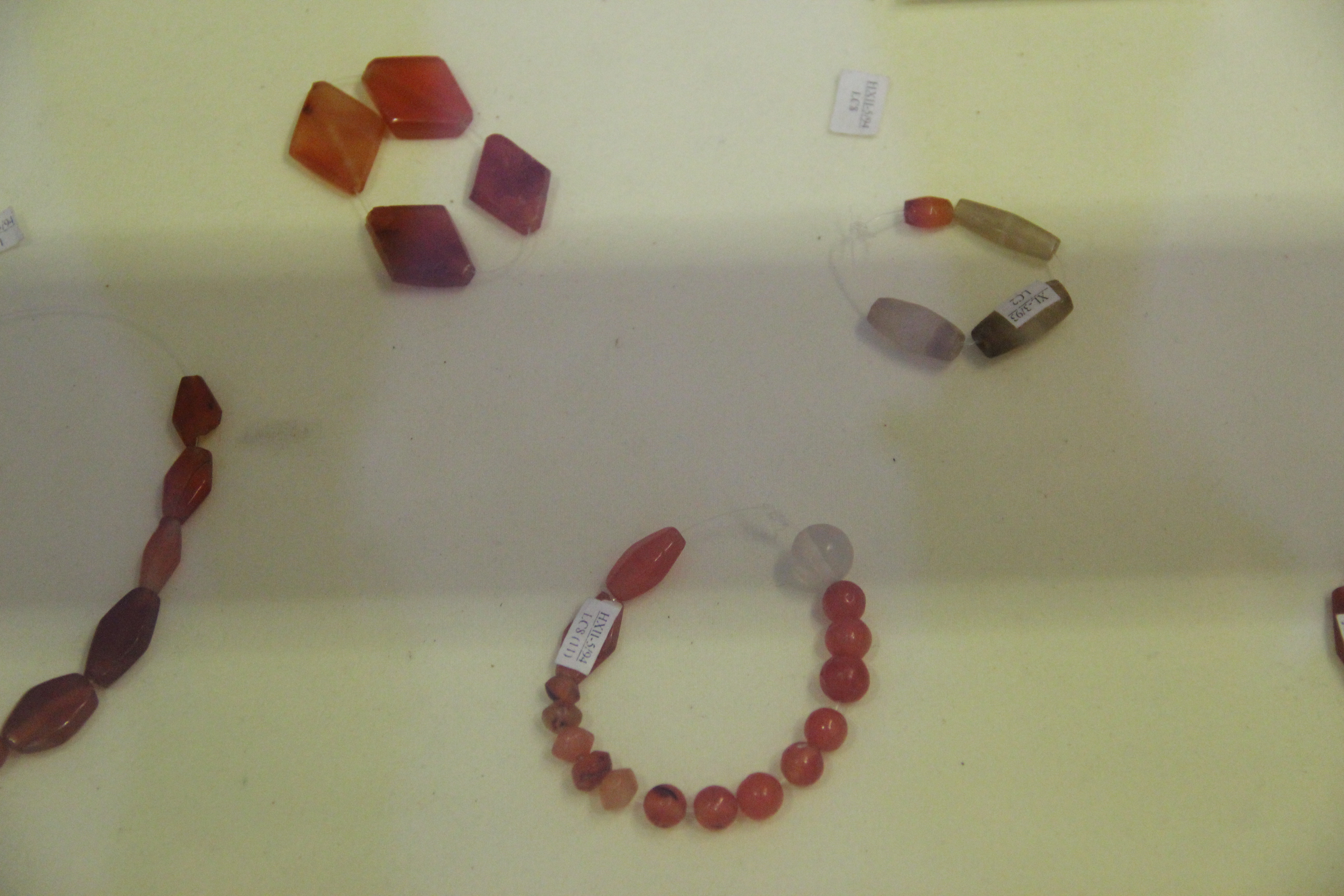
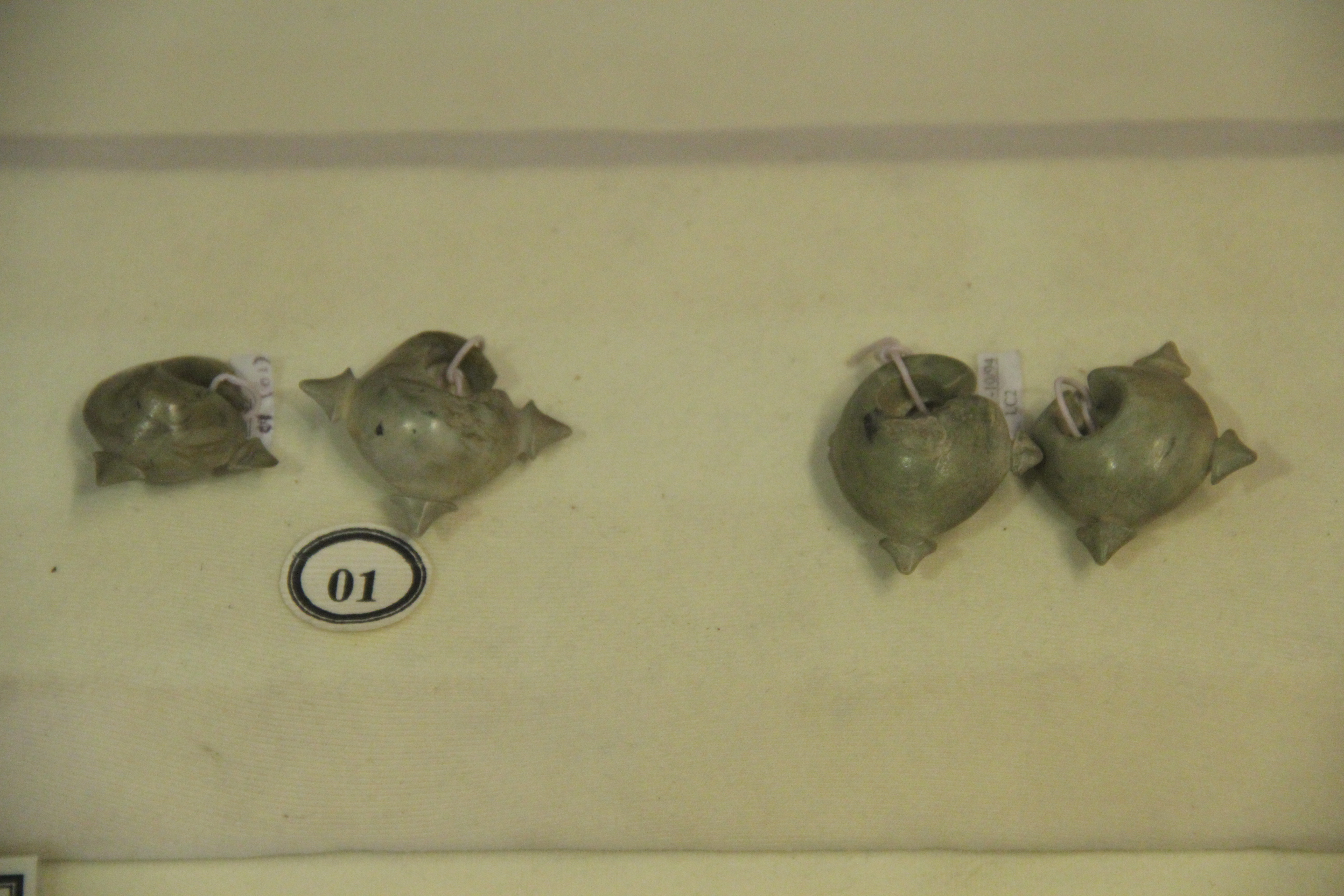
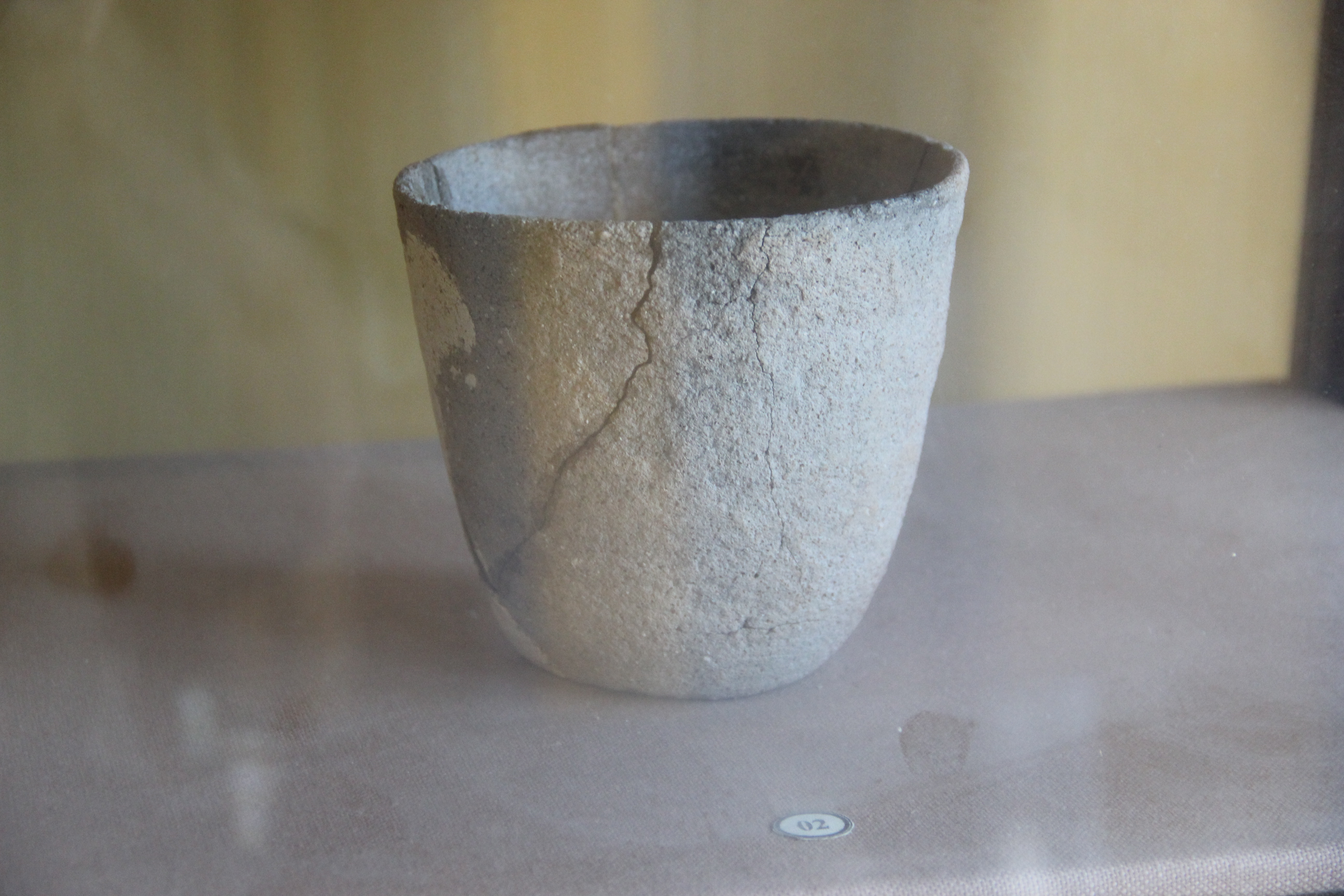
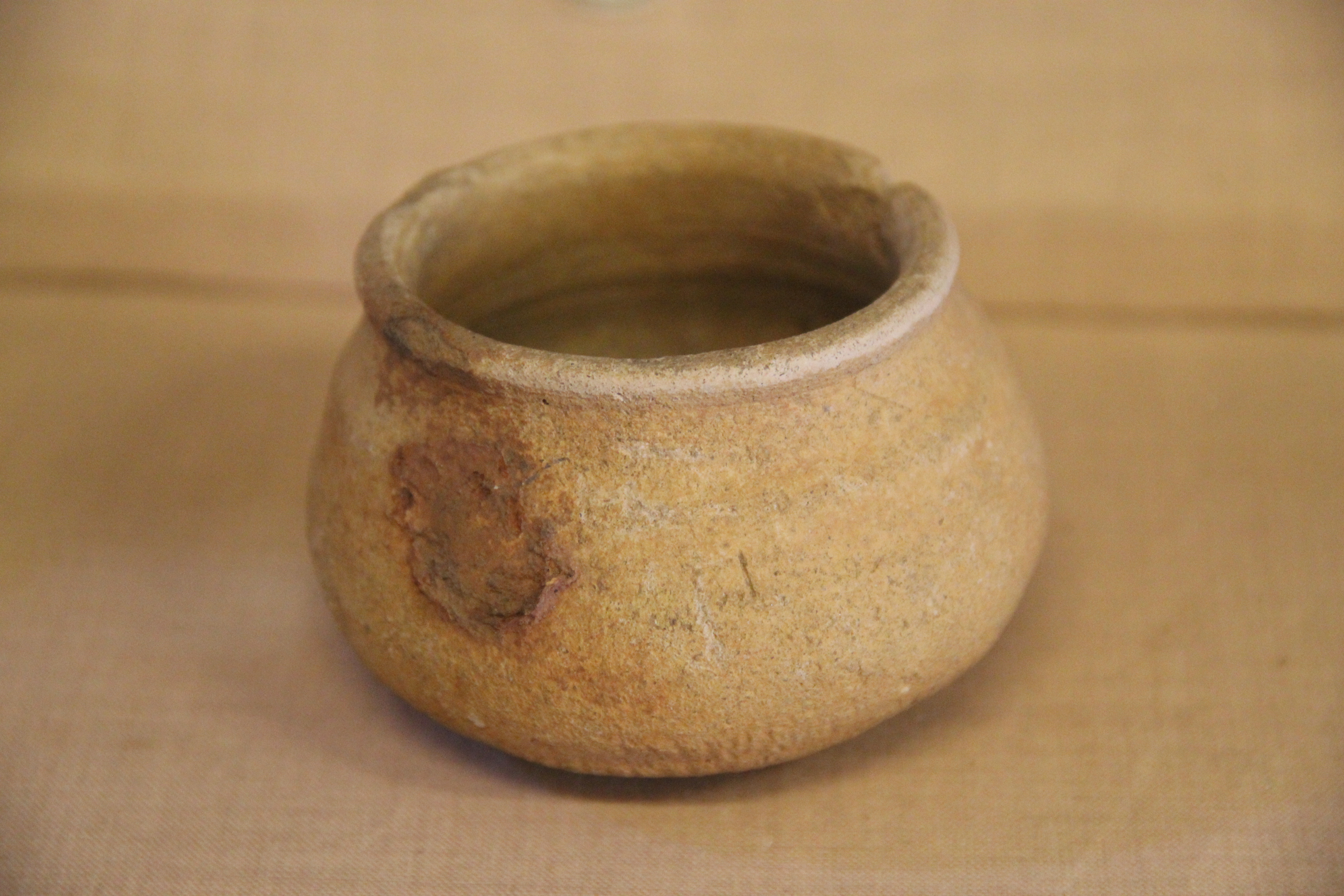
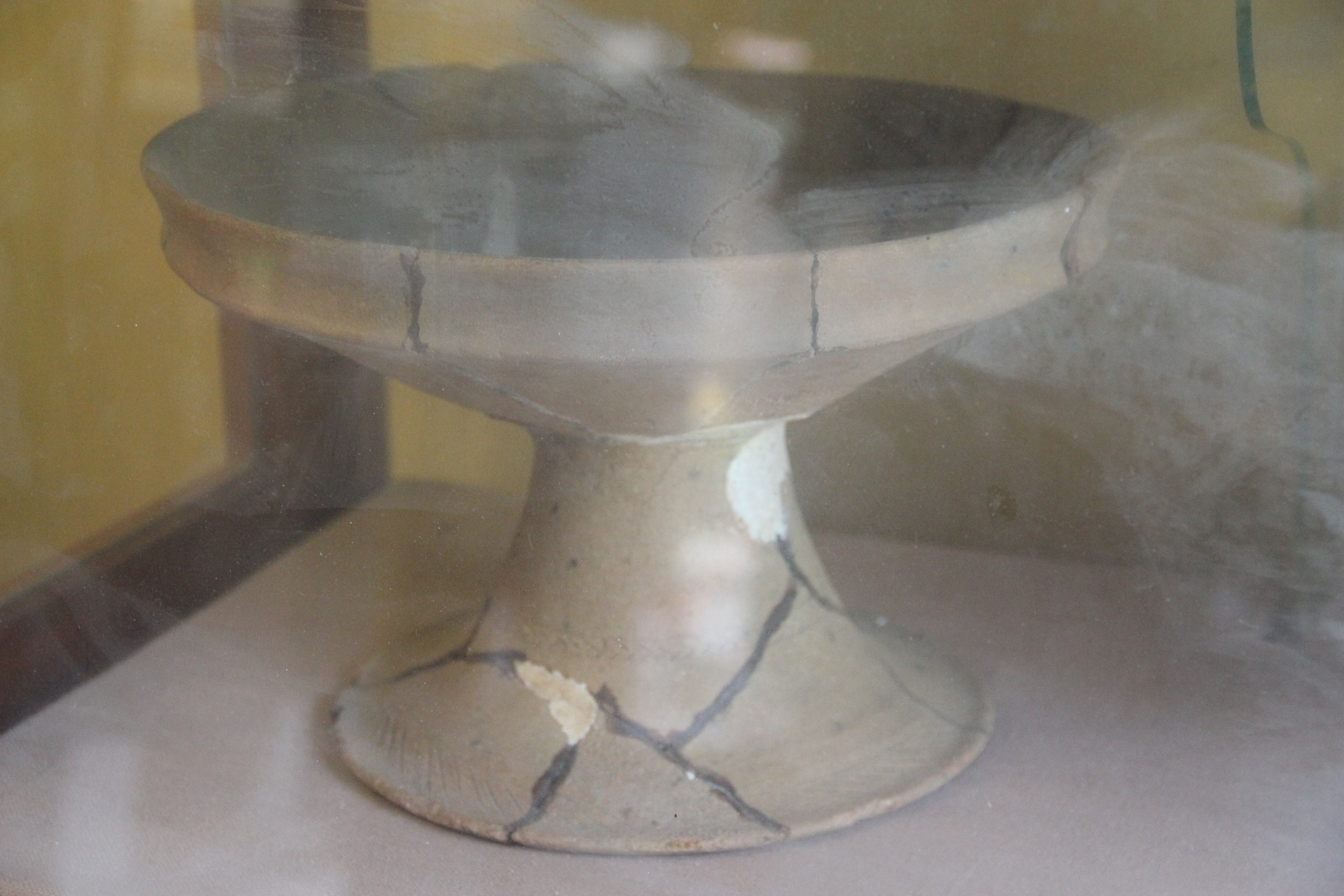
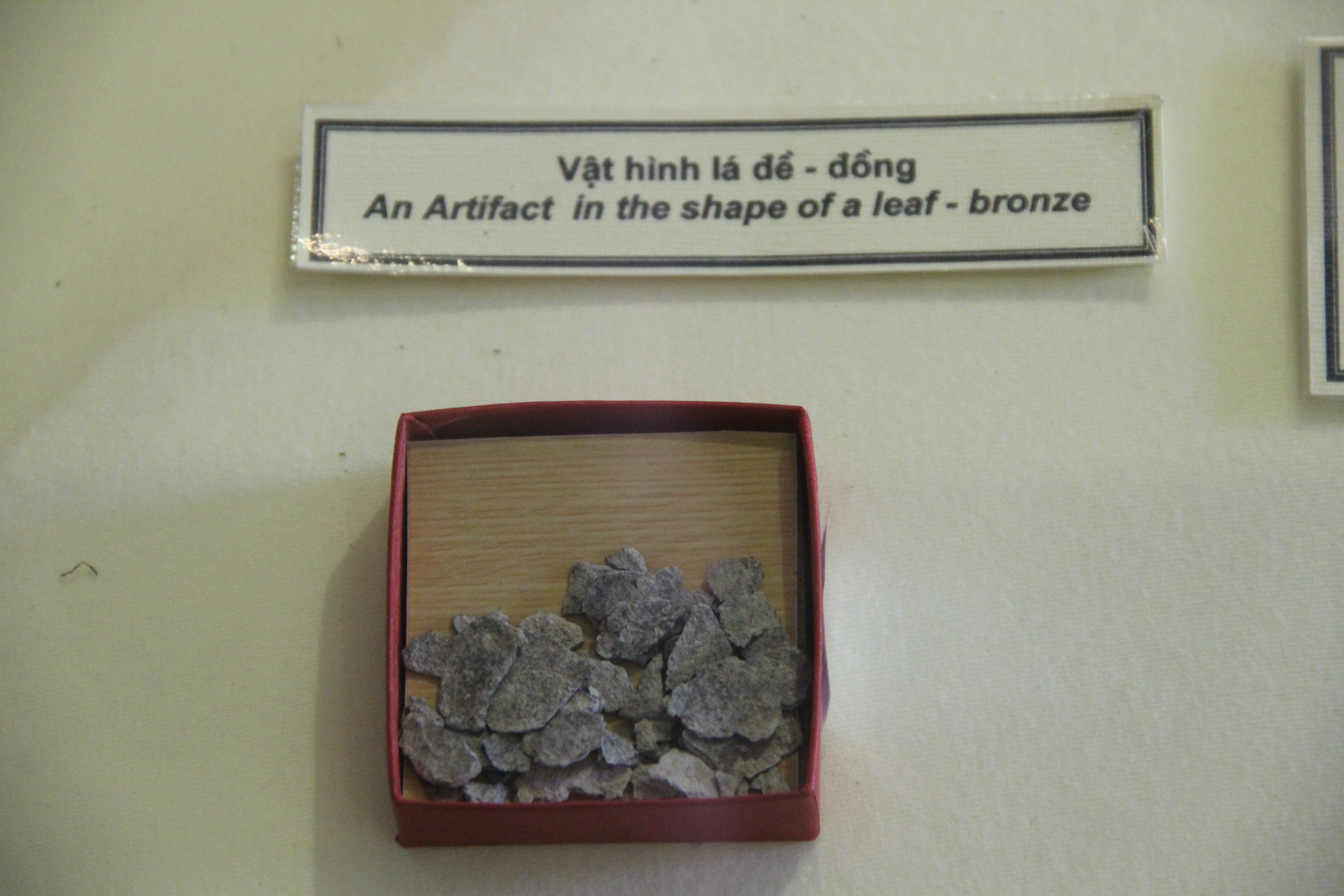

## Bảo tàng liên quan

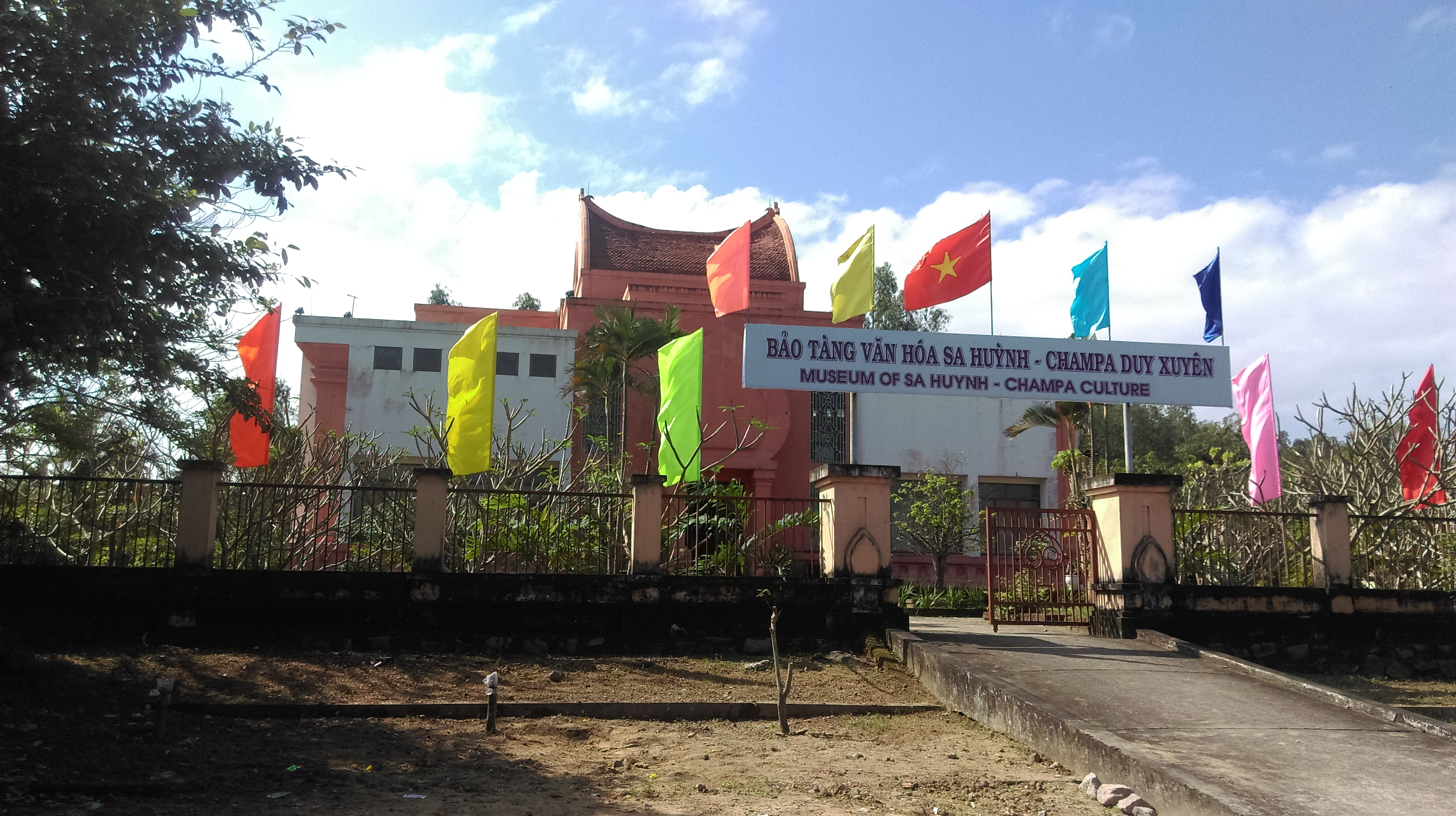
Bảo tàng văn hóa Sa Huỳnh - Champa tại Duy Xuyên

Năm 2019, nhân dịp kỷ niệm 10 năm UNESCO công nhận khu đền tháp Mỹ Sơn là Di sản Văn hóa thế giới, sáng ngày 2/12/2009, tại thôn Trà Kiệu, xã Duy Sơn, UBND huyện Duy Xuyên tổ chức Lễ khánh thành Bảo tàng Văn hóa Sa Huỳnh – Cham Pa Duy Xuyên.
Với 200 hiện vật có niên đại cách ngày nay khoảng từ 2000 – 2500 năm được trưng bày như: mộ chum, bình, nồi gốm và các khuyên tai, chuỗi hạt mã não, thủy tinh cùng nhiều hiện vật Chăm như các tượng vật thần, phù điêu, mộ chum... được sưu tầm và khai quật tại các di chỉ khảo cổ ở các khu di chỉ Chiêm Sơn, Trung Phường, Gò Mã Vôi, Gò Dừa... đã phản ánh rõ nét đời sống văn hóa xã hội của các cư dân tiền - sơ sử.